# Hanoucca
Hanoucca (hébreu : חג החנוכה Hag HaHanoukka de son nom complet, « Fête de l'Édification », prononcer χanuˈka Ḥănukkā ) est une fête juive d'institution rabbinique, qui commémore l’inauguration de l'autel des offrandes dans le Second Temple de Jérusalem, lors de son retour au culte judaïque, après trois ans d'interruption et de fermeture par le roi séleucide Antiochos IV au IIe siècle av. J.-C. Elle marque donc une importante victoire militaire des Maccabées et symbolise la résistance spirituelle du judaïsme à l'assimilation hellénistique.
Selon la tradition rabbinique, cette victoire s’accompagne du miracle de la fiole d'huile lors de la consécration du Temple, qui permet à ses prêtres de faire brûler pendant huit jours une quantité d'huile à peine suffisante pour une journée. Elle prescrit donc huit jours de louange pendant lesquels est propagé le miracle (he) par la récitation complète du Hallel et l'allumage de chandeliers à neuf branches au devant ou aux fenêtres des habitations. D'autres coutumes s’y rattachent dont la consommation de friandises à base d'huile d'olive (sfendj, latkes, soufganiyot, …) ou les jeux de toupies à quatre faces, et c’est pour cette fête que le plus grand nombre de chants a été composé.
Elle est célébrée à partir du 25 kislev (qui correspond, selon les années, aux mois de novembre ou décembre dans le calendrier grégorien) et dure huit jours, jusqu'au 2 ou 3 tevet (en fonction de la longueur de kislev).

## Hanouccadans les sources juives

### Hanouccadans les livres des Maccabées
La réédification de l’autel du second temple de Jérusalem, en 164 av. J.-C., se place dans le contexte de la révolte des Maccabées, rapportée dans les deux premiers Livres des Maccabées.

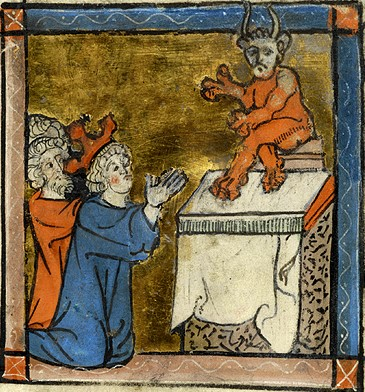
Antiochos IV priant une idole anthropomorphe et cornue dans le temple de Jérusalem (Amiens, 1300-1310).

Selon le premier Livre des Maccabées, cette révolte est la réponse naturelle aux mesures prises par le roi Antiochos IV contre la Loi d’Israël, poussant les Juifs qui souhaitent y demeurer fidèles à se réunir comme un seul homme derrière Mattathias l'Hasmonéen afin que la petite nation judéenne se libère du joug de la superpuissance hellénisante. Prêtre du dieu d’Israël en fonction dans la localité de Modiin en Judée, il a refusé de sacrifier aux idoles et pris les armes puis le maquis contre les Séleucides et ceux des Juifs qui les suivent. Ses fils, en particulier son aîné Judas, dit le Maccabée — c’est-à-dire, probablement, le Marteau qui écrase ses adversaires séleucides — reprennent le combat et, au terme de trois ans de lutte, ils parviennent à reprendre le contrôle du Temple :

« Après avoir achevé tous les ouvrages qu'ils avaient faits, ils se levèrent de grand matin, le vingt-cinquième jour du neuvième mois — c'est le mois nommé Kislev — de l'an cent quarante-huit, et ils offrirent un sacrifice, selon la loi, sur le nouvel autel des holocaustes qu'ils avaient construit. […] Ils célébrèrent la dédicace de l'autel pendant huit jours, et ils offrirent des holocaustes avec joie, et des sacrifices d'action de grâce (en) et de louanges. […] Judas, d'accord avec ses frères et toute l'assemblée d'Israël, établit que les jours de la dédicace de l'autel seraient célébrés en leur temps chaque année pendant huit jours, à partir du vingt-cinq Kislev, avec joie et allégresse. »

— Premier Livre des Maccabées, chapitre IV
La raison pour laquelle la fête dure huit jours, est donnée dans le deuxième Livre des Maccabées :

« ils firent pendant huit jours une fête à la manière de celle des tabernacles, se souvenant que peu de temps auparavant, ils avaient passé la fête des tabernacles dans les montagnes dans des cavernes, comme des bêtes sauvages.[…] Et ils prescrivirent par un édit public et un décret que toute la nation juive solenniserait chaque année ces mêmes jours. »

— Deuxième Livre des Maccabées, chapitre X

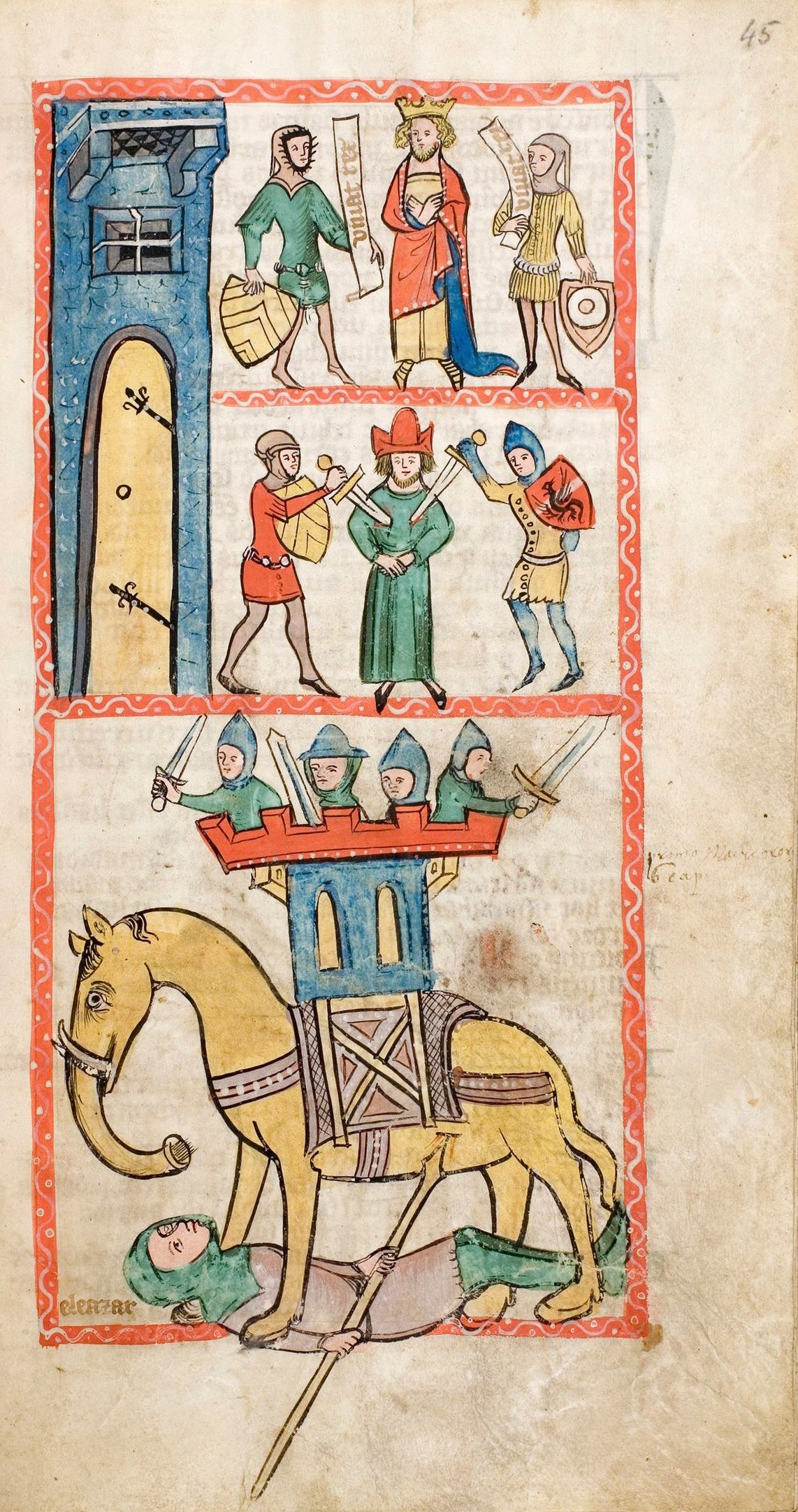
Mort d'Eléazar, le plus jeune des frères de Judas Maccabée, qui s'est précipité sous un éléphant lors de la bataille de Beth Zacharia (Speculum humanae salvationis, manuscrit vers 1360).

Il semble qu’1 Maccabées, rédigé en hébreu par un auteur proche des évènements, soit si soucieux de légitimer les Hasmonéens, dirigeants temporels et spirituels de la Judée à l'issue des combats, qu'il laisse dans l’ombre les dissensions pourtant significatives au sein du peuple et de la classe sacerdotale. À l’inverse, 2 Maccabées, composé en grec sur base des écrits de Jason de Cyrène (IIe siècle av. J.-C.), fait la lumière sur l’agitation interne entre partisans et opposants à l'hellénisation, promue mais initialement non imposée, qui mène le roi Antiochos à vouloir supprimer toute expression de Loi juive dans un but d'apaisement politique. C'est néanmoins le contraire qui se produit, et les Juifs fidèles à leur tradition, que le livre dénomme « Maccabées », s’insurgent pour que triomphe le ioudaïsmós (ainsi dénommé pour la première fois en 2 Macc. XXI, comme désignant l’ensemble des mœurs judéennes ou juives) sur l’ellenismós. Toutefois, la réédification du Temple sur laquelle le livre fait fond pour symboliser cette victoire, ne représente, du point de vue historique, qu’un épisode d’une révolte qui se poursuivra encore vingt ans jusqu'à ce que les Juifs retrouvent une indépendance de fait. De surcroît, ce livre qui ressemble beaucoup au Livre de Daniel, appuie sur le caractère exemplaire des Maccabées qui passent de vie à trépas pour leurs coutumes et leur foi plutôt qu'au combat. En effet, l’on ne perd plus sa vie pour assurer la victoire militaire, comme Eléazar le vaillant zélote (en) (IIe siècle av. J.-C.), qui est écrasé par un éléphant à la bataille de Beth Zacharia (1 Macc. VI:32-33), mais pour ne pas transgresser la Loi de Dieu comme Eléazar le vieux prêtre vénérable (en) (2 Macc. VI:18-31) ainsi qu'une mère et ses sept fils (en), qui meurent suppliciés pour avoir refusé d’ingurgiter de la viande de porc, en assurant que Dieu ramènera les siens à la vie (2 Macc. VII:1-41).
Alors, Dieu se tient aux côtés de ses vertueux et leur accorde la victoire dans leur lutte. Il suscite de surcroît des miracles qui éclairent les regards autant qu'ils réchauffent le cœur des hommes, et l'on se souvient du prodige qui se produisit lors de sa purification, également opérée un 25 kislev mais au temps de Néhémie (Ve siècle av. J.-C.) : lorsque les prêtres voulurent purifier l’autel, ils furent instruits de chercher le « feu sacré », un liquide épais et gras que Néhémie et ses gens appelaient nephtar, « purification », et qui avait été caché dans un puits sec et profond par les prêtres avant leur exil à Babylone. Répandu sur le bois de l’autel, il se serait embrasé aux premières lueurs du soleil (2 Macc. I:18-36).

### Hanoucca dans la littérature rabbinique
La fête instituée après la réédification du Temple de Jérusalem en 164 av. J.-C., tient une place de choix dans la Meguilat Taanit, une liste de jours fastes rédigée en judéo-araméen par un Pharisien, qui la première à l'appeler par son nom actuel et dont elle reste l’un des seuls vestiges à l’époque de la Mishna (TB Rosh Hashana 19b) ; sa popularité au cours du Ier siècle est attestée dans l’Évangile selon Jean 10:22, où elle est appelée « encénies » (tá enkaínia, traduit « fête de la Dédicace »), marquant le « renouvellement » du culte, et dans les écrits de Flavius Josèphe, où il l’appelle « Lumières » (fóta). Josèphe, qui fait remonter son ascendance à Jonathan, grand-prêtre d'Israël hasmonéen, insiste sur la symbolique de la lumière, inespérée et donc miraculeuse, qu'il met en relation avec l'accession à l'indépendance nationale :

« Les fêtes célébrées par Judas et ses concitoyens, en l'honneur du rétablissement des sacrifices dans le Temple, durèrent huit jours […] Et depuis ce temps jusqu'aujourd’hui, nous célébrons cette fête, que nous appelons fête des Lumières, d'un nom qui lui fut, je pense, donné parce que cette liberté avait lui pour nous d'une manière inespérée. »

— Flavius Josèphe Antiquités juives, livre XII
Toutefois, ces explications ne figurent pas dans la Mishna ni son « complément, » la Tossefta. Différentes mentions de la fête indiquent que son importance est validée par les sages d’Israël car des émissaires sont dépêchés de Jérusalem aux communautés de la diaspora pour leur annoncer la néoménie de kislev (m. Roch Hachana 1:3) afin qu'on n'y décrète pas de jeûne public (m. Taanit 2:10, m. Moëd Katan 3:8), et sur le plan liturgique, on prescrit la lecture d’une section biblique particulière où les princes des douze tribus d’Israël apportent cérémonieusement la contribution de leur clan à l’inauguration du Tabernacle (he), à raison d'une donation par jour (m. Meguila 3:5-6) et une prière de grâce pour la grande victoire (t. Berakhot 3:14) ainsi que la lecture complète du Hallel (t. Soukka 3:2). Cependant, qui ne se fie qu'à ces traditions, serait en peine de comprendre le lien entre Hanoucca et les victoires des Maccabées.

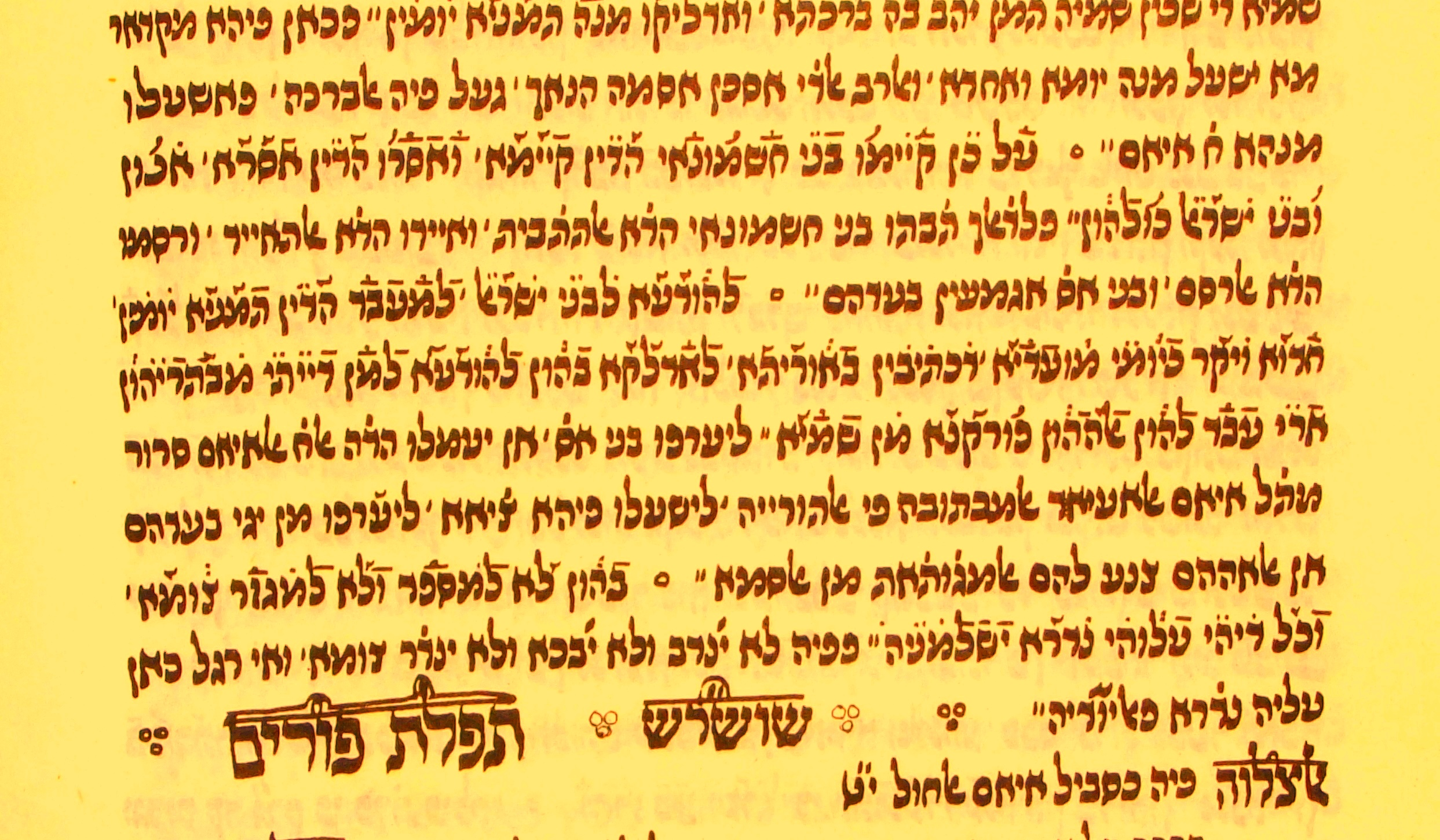
Section de la Meguilat Antiochos rapportant le miracle de la fiole d’huile et la prescription de l’allumage en judéo-araméen babylonien, vocalisée à la manière babylonienne et accompagnée d’une traduction judéo-arabe.

D'une part, les sages n’incluent pas les Livres des Maccabées dans leur canon biblique (ils seront en revanche intégrés au canon biblique chrétien, qui en récupère l’idéologie pour renforcer la foi des premiers chrétiens face aux persécutions de l’empire romain) puisque « de même que l’aube est la fin de la nuit, Esther est la fin des miracles […] que l’on peut écrire » (TB Yoma 29a), et c'est la Meguilat Antiochos (en) ou Meguilat Bnei Hashmonaï, qu'on dit provenir des écoles de Hillel et de Shammaï, qui servira de référence aux Juifs araméophones. Or, par comparaison avec les Livres des Maccabées, elle est plus chiche en récits de batailles, ne se poursuit pas au-delà de la mort de Bagris (c’est-à-dire Bacchidès, le « préposé aux affaires » de Démétrios Ier Sôter) et, surtout, elle apporte une nouvelle explication aux huit jours de la fête, en présentant une autre version du miracle qui eut lieu le 25 kislev : parvenus dans le Temple de Jérusalem et ayant entrepris de le purifier, les gens de la maison de Hashmonaï n'y trouvent qu'un petit flacon, scellé du sceau du grand-prêtre depuis le temps de Samuel et donc intact de toute impureté . Cependant, la quantité d’huile qu’il contient est à peine suffisante pour alimenter le candélabre à sept branches du Temple pendant une journée mais cette fiole dure miraculeusement huit jours, le temps d'extraire une nouvelle huile des oliviers.

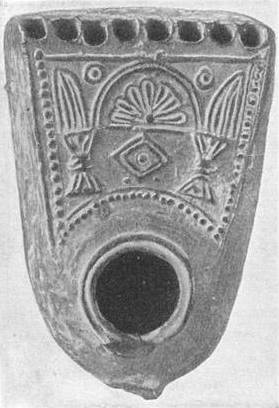
Un luminaire de Hanoucca de l'ère de la Mishna à la poignée cassée, trouvé près de Jérusalem.

D’autre part, aucun traité mishnaïque n’est consacré à l'exposition de Hanoucca — alors que toutes les fêtes du Pentateuque et même la fête post-exilique de Pourim, en ont un —, et le passage du traité Shabbat (pages 21b-23a) qui remplit cette fonction dans le Talmud de Babylone, fait fond sur le miracle de la fiole d'huile, en indiquant tangentiellement qu'il se produisit après que « la royauté hasmonéenne l'emporta sur les Grecs et les vainquit ». De plus, ce que les récits du Talmud retiennent des Livres des Maccabées, prône, plutôt que la lutte, le martyre de la mère et ses sept fils (en) qui refusent de s'incliner devant une idole (TB Guittin 57b), et ils ne présentent pas la dynastie hasmonéenne sous un angle favorable : Alexandre Jannée ourdit des persécutions contre les sages à l'instigation des Sadducéens (TB Kiddoushin 66a) et lors de la guerre de succession entre Hyrcan et Aristobule, un vieil hellénisant, « versé en sagesse grecque », incite le premier à envoyer un porc en offrande pour que les murailles de Jérusalem s'effondrent (TB Sota 49b). C'est pourquoi des érudits du judaïsme et des rabbins de l’ère moderne ont supputé que la fête glorifiant les Maccabées déplaisait à l'auteur de la Mishna, Juda Hanassi, car les Hasmonéens auraient usurpé la place de la maison de David dont lui-même provient. D'autres ont penché pour l'autocensure et la crainte d'agacer les autorités romaines après que celles-ci avaient mis la Judée à feu et à sang pour écraser la révolte de Bar Kokhba, en 132-135. D'autres encore ont supposé une obsolescence de la fête nationaliste, sortie de son oubli pour réaffirmer la foi des Juifs de Babylone face au culte zoroastrien du feu — ces hypothèses sont cependant contestées tant par les spécialistes des études juives que par les rabbins contemporains : les sages d’Israël ont activement participé à la lutte contre l’abolition de la Loi d’Israël, laquelle lutte a servi de cadre pour évaluer les limites respectives de « mourir plutôt qu'enfreindre » et d’« enfreindre plutôt que mourir » (en) (TB Yoma 83a-85b & Ketoubot 5a, cf. 1 Macc. 2:29-48). Il n'y a pas lieu de s'appuyer sur l'absence d’un traité Hanoukka car elle peut s'expliquer, selon le rabbin Menachem Mendel Schneerson, par la proximité temporelle entre la révolte des Maccabées et la compilation de la Mishna : ceci ne laisse, d'une part, pas le temps à la fête de se développer au-delà des traditions de la Meguilat Taanit et de la Meguilat Antiochos et celles-ci fournissent, d'autre part, toutes les informations nécessaires, ce qui rend un traité talmudique superflu.

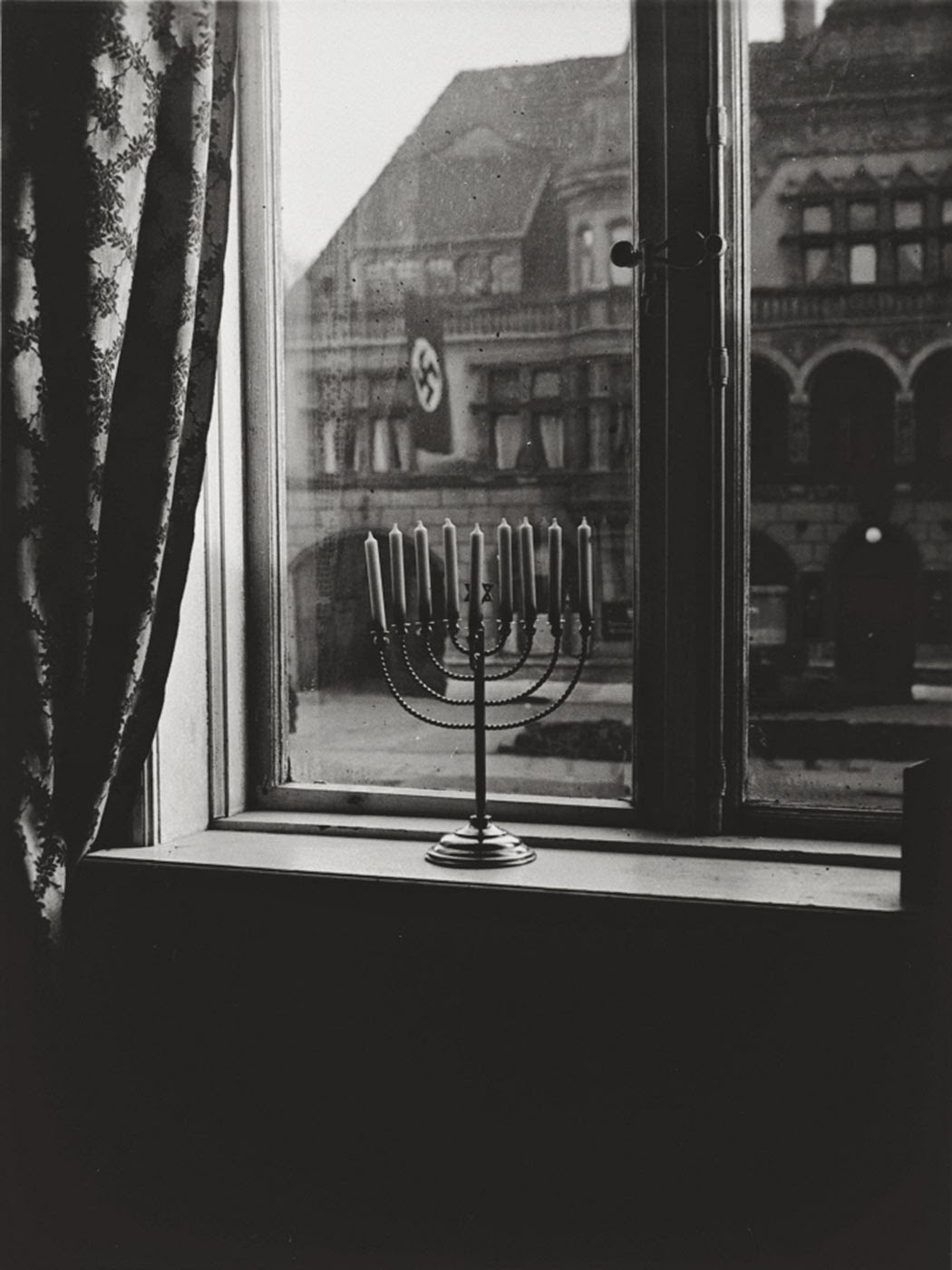
Suivant l'avis de Hillel l'Ancien, le luminaire de Hanoucca, portant huit lumières pour marquer le huitième jour de la fête, est placé près d'une fenêtre (sur cette photographie de Rachel Posner en 1931, la fenêtre et la hanoukkia d’Akiva Boruch Posner, rabbin de la communauté juive de Kiel, fait face au quartier général nazi de cette ville, avant que ceux-ci ne prennent le pouvoir en 1933).

Enfin, la question à laquelle répondent les ordonnances de TB Shabbat 21b-23a, n’est pas « Qu’est [la raison pour laquelle on célèbre] Hanoucca ? », comme le portent les éditions courantes du Talmud, mais « Qu’est le luminaire de Hanoucca ? » : interrogés par une pratique d’allumage qui ne présente de prime abord pas de rapport avec la victoire des Maccabées et qui est décrite dans une tradition talmudique concurrente comme la célébration par Adam du « retour du soleil » soit le solstice d'hiver (TB Avoda Zara 8a), qui est observée, à cette époque, à Rome, en Perse et peut-être même par les Séleucides en Syrie,, les rabbins la justifient comme une façon de « divulguer le miracle » (judéo-araméen : פִּרְסוּמֵי נִיסָּא pirsoumei nissa (he)) de la fiole d'huile (en s’appuyant peut-être sur une ancienne fête de récolte d’huile qui aurait eu lieu aux alentours du 25 kislev,).
Cette divulgation du miracle se fait par la lecture complète du Hallel, qui est particulière à Hanoucca mais ne lui est pas spécifique (TB Arakhin 10a), et par l’allumage chez soi d’un luminaire pendant huit jours, à la tombée de la nuit. Le TB Shabbat 21b fait ici état de trois degrés dans l'accomplissement de cette action : l'obligation élémentaire est d'allumer un luminaire dans le foyer chaque soir (ner ish oubeïto). Il est cependant plus recherché (mehadrin) d’allumer un luminaire pour chaque membre du foyer. Le summum du raffinement (mehadrin min hamehadrin) consiste à faire varier le nombre de lumières chaque soir, et là aussi, deux opinions s’affrontent : l’école de Shammaï prescrit d'allumer huit lumières le premier soir et d'en retirer une à chaque jour qui passe car c'est ainsi que l'on procède avec les offrandes spéciales (he) de Souccot. L’école de Hillel prescrit au contraire d'ajouter une lumière supplémentaire à chaque soir car « il faut s'élever en sainteté (he) » — c’est l’avis retenu par la Loi juive — Choulhan Aroukh Orah Hayyim 671:2.
Après de longues discussions sur les lois de l’allumage et le statut de ces lumières, les Sages concluent qu'elles sont consacrées à la fête et ne peuvent servir à des usages profanes comme l'éclairage de la maison. Elles doivent donc être allumées à distance des luminaires du foyer et il est recommandé de les placer devant la porte d'entrée qui donne sur l'extérieur ou à la fenêtre donnant sur la voie publique, afin qu’elle propagent leur lumière à l’extérieur (Rachi in TB Shabbat 21b, s.v mibahouts explique que cela suscite l'interrogation des passants et qu’on contribue, en leur en fournissant la raison, à propager le miracle). Prenant comme précédent l'opinion de Rabbi Yehouda qui dispense de payer pour l'incendie que causerait le passage d’un chameau chargé de lin à proximité d'une lampe de Hanoucca (m. Baba Kama 6:8), Ravina en conclut qu'elle doit être placée à une hauteur de dix palmes (TB Shabbat 21b).

### Hanouccadans la littérature juive médiévale et ultérieure
Un rituel pour la fête de Hanoucca est établi en Palestine byzantine (he) vers le VIIIe siècle, au 20e chapitre du traité mineur Soferim (en), où il est homilétiquement rattaché (en) à divers versets bibliques. Il est cependant inconnu de Moïse Maïmonide lorsqu’il rédige son code de lois, au XIIe siècle, d’après la tradition séfarade (code 4:3), et ne reparaît que dans le Tour Orah Hayyim de Jacob ben Asher, quelque cent ans plus tard, où il a été modifié par Meïr de Rothenburg qui est l’un des grands maîtres du XIIIe siècle de la tradition ashkénaze.
De ce fait, les traditions médiévales des Juifs d'Allemagne et d'Espagne présentent des différences, tant dans le rite (cf. infra) que dans l'origine de la fête : Maïmonide ne trouve aucun précédent, fût-il allusif, au rituel de Hanoucca dans la Bible et il ne le compte pas, contrairement à l’auteur des Halakhot gdolot (en), au nombre des 613 prescriptions bibliques (code 3:3) alors que Jacob ben Asher voit en Hanoucca une redite de la consécration du Tabernacle dans le désert, puisque Soferim 20:10 s’appuie sur le midrash consigné en Pessikta Rabbati (en) 6, qui donne le 25 kislev pour date des deux évènements (TOH 684).

#### Rite deHanoucca

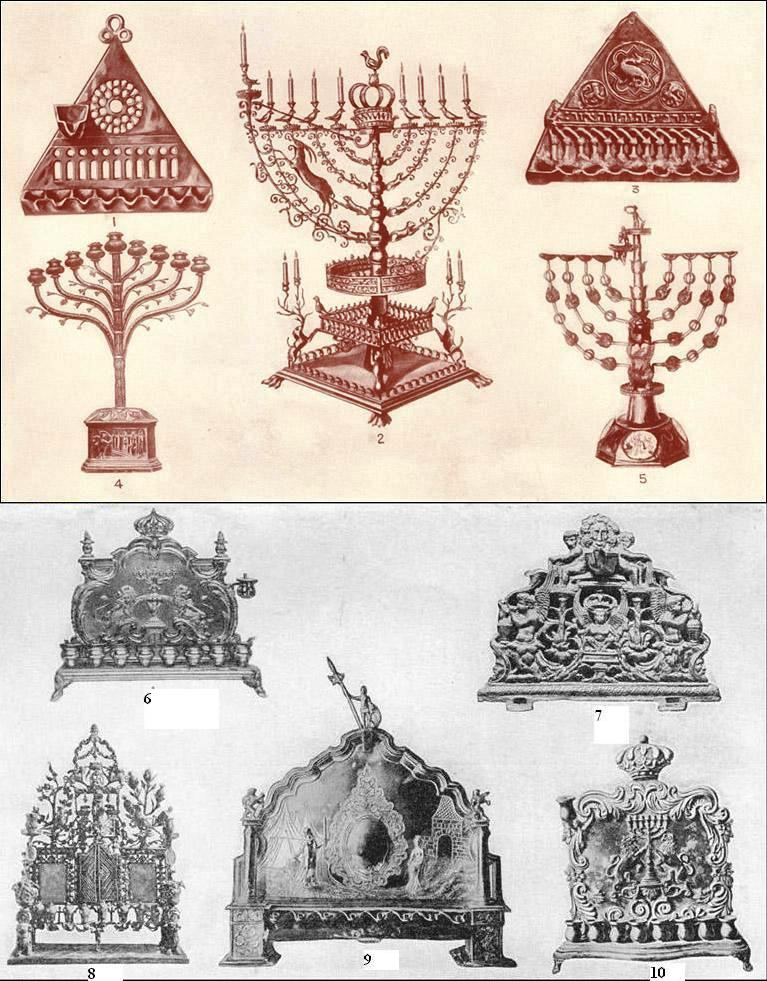
Étalage de lampes de Hanoucca d’époques et lieux divers Les premières lampes de Hanoucca, appelées Ner Hanoukka dans la littérature rabbinique, sont des récipients d’argile à huit rigoles pour y verser l’huile. Elles se diversifient avec le temps, tant dans le choix de matériaux plus nobles (TOH 673) que dans la forme qui imite celle de la menorah, candélabre du Temple de Jérusalem, avec deux branches supplémentaires, d’où les appellations de menorat Hannouka ou Hannike Leuchter en yiddish. Le terme hanoukkia apparaît sous différentes graphies dans les écrits séfarades post-médiévaux puis en hébreu moderne.

Après la victoire hasmonéenne sur « les rois de Grèce [qui] ont décrété des décrets sur Israël, aboli leur statut [religieux], ne les ont pas laissé s’affairer à la Loi et aux prescriptions, ont porté la main sur leurs avoirs et leurs filles et sont entrés dans le Temple, y faisant des brèches et rendant impures les choses pures » (code 3:1) et après le miracle de la fiole d’huile (code 3:2), les « sages de cette génération » ont institué huit jours de joie et de louange à dater du 25 kislev. Il faut en effet lire Hanoucca comme hanou ka"h : « ils se sont reposés le 25 » (TOH 670, ka"h ayant une valeur de 25 dans le système alphanumérique hébreu).
Durant ces huit jours, on propage le miracle (he) de la fête en allumant des lampes au pas de la porte, en vis-à-vis de la mezouza (Soferim 20:5 explique qu'on se conforme ainsi à Cantique des cantiques 7,7, « Que tu es belle, par la mezouza, et que tu es attrayante, par la lampe de Hanoucca »). Le jour est joyeux : jeûnes ou eulogies sont proscrits (code 3:3 & 4:7-10, TOH 670-671), et il est de coutume, non-contraignante, de faire bonne chère ; il n’est cependant pas chômé, bien que les femmes s’abstiennent de toutes tâches pendant la durée de l’allumage et parfois davantage (TOH 670 ; commentant ce passage, le CAOH 670:1-2 explique, d’après TB Ketoubot 3a, que les femmes ont participé au miracle par le biais de Judith, « la Juive », héroïne du Livre du même nom qui serait la sœur de Mattathias).

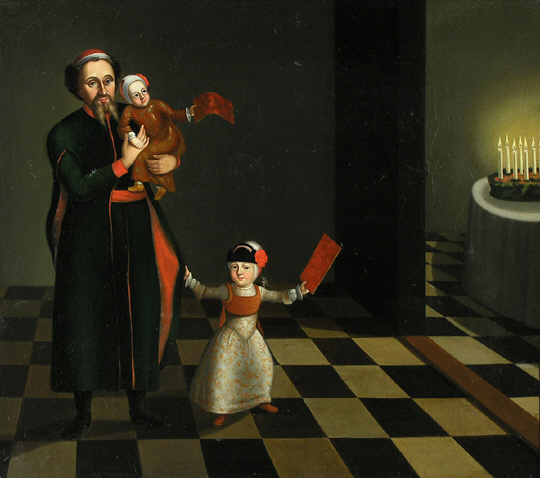
Célébration de Hannukah, huile sur toileEn cas de danger de violences contre les Juifs, il est prescrit d’allumer la lampe de Hanoucca dans la maisonnée, même sur une table, à condition de la différencier des lampes domestiques (code 4:8, TOH 672-673).

L’allumage doit se faire au moyen d’une lampe consacrée à Hanoucca et celle-ci ne peut servir à d’autres usages profanes comme l’allumage d’une lampe d’éclairage (TOH 674). Il donne lieu à une bénédiction sur l’allumage même et une bénédiction de louange pour les miracles dont Israël a bénéficié « en ces jours en ce temps », ainsi qu’une troisième lors du premier jour pour exprimer la gratitude de pouvoir l’accomplir (code 3:4, TOH 676 y ajoute la déclaration sur les lumières formulée en Soferim 20:6).
Il existe trois manières plus ou moins recherchées (mehadrin) d’allumer les lampes mais l’allumage est si cher à Israël qu’il a pris préséance sur d’autres obligations, y compris l’allumage des lumières du shabbat (code 4:12-14 ; Jacob ben Asher est plus nuancé, donnant la priorité à l'acquisition de ces lumières en TOH 678 mais il précise en TOH 679, au nom des Halakhot gdolot (en), qu’en ce qui concerne l’allumage des lumières, celui de Hanoucca doit précéder celui du shabbat car ce dernier interdit tout allumage ultérieur jusque sa fin (en)). De plus, l’usage « le plus méticuleux » (mehadrin min hamehadrin) s’est répandu à tout Israël : il consiste, selon Maïmonide, à ajouter une lumière pour chaque foyer et chaque membre du foyer à chaque jour de la fête, en séparant soigneusement chaque lumière de ses voisines (code 4:1-4) mais Jacob ben Asher — qui suit l'opinion des Tossafistes, in TB Shabbat 21b, s.v. oumehadrin min hamehadrin — limite le nombre total de lumières à huit, soit une seule lampe par foyer, même s’il comporte plusieurs membres (TOH 671). Il prescrit en outre d’utiliser une lampe neuve ou à tout le moins chauffée afin d’en éliminer toute trace d’huile, en se référant à Soferim 20:3 (TOH 673).
Les lampes sont allumées depuis le coucher du soleil — car on ne pourrait jouir de sa lueur avant la nuit « et bien qu’il n’y en ait pas de preuve, il y a un indice de ce qu’il est dit (Exode 13,22) “la [colonne de] nuée (en) ne cessa pas le jour [ni la colonne de feu la nuit de précéder le peuple]” » (Soferim 20:4) — jusqu'à la fin de la fréquentation des marchés, environ une demi-heure plus tard. Il faut pourvoir la lampe d’assez d’huile pour brûler jusque-là, quelle qu’en soit la qualité car la lumière de Hanoucca n’a pas d’autre usage et il est même interdit d’inspecter ou compter des pièces de monnaie à sa lueur. On n’est cependant pas tenu de rallumer la mèche si elle s’éteinte avant ce délai et il est loisible de l’éteindre après cette demi-heure (code 4:5-6 ; TOH 672-673 permet, contrairement à Maïmonide, d’allumer la lampe au-delà de ce temps mais avant que les membres de la maisonnée s’endorment ou d’en faire un usage mondain après la première demi-heure ; TOH 681 indique toutefois au nom du Talmud de Jérusalem qu’on ne peut utiliser la lumière de Hanoucca pour la cérémonie de différenciation puisqu’on ne peut, au cours de la première demi-heure, en « tirer profit »).

#### Liturgie deHanoucca
Hanoucca doit par ailleurs être célébrée par la récitation quotidienne de la prière de louange à Dieu, le Hallel, dans son entièreté — Psaume 113–118, selon le découpage massorétique —, ce qui requiert une bénédiction avant sa lecture, bien qu’il s’agisse là aussi d’une ordonnance de sages et non d’une prescription biblique (code 3:5 & TOH 670 ; Moïse Maïmonide considère le Hallel si paradigmatique de la fête de Hanoucca qu’il y développe l’ensemble des règles qui lui sont relatives en code 3:6-14 tandis que Jacob ben Asher renvoie succinctement, en TOH 683, à ce qu’il a écrit sur le sujet dans les lois de la néoménie et de Souccot). Une louange particulière « sur les miracles » (ʿAl hanissim), qui rapporte brièvement la victoire des Hasmonéens et ne mentionne pas le miracle de la fiole d'huile, est insérée en ces jours dans la bénédiction de grâce (he) (code, lois de la prière 2:13, TOH 682) et dans les bénédictions après le repas (code, lois des bénédictions 2:6). Jacob ben Asher prescrit aussi d’ajouter le psaume 30 en fin de prière (TOH 133). Il institue par ailleurs, en conformité avec le chapitre 20 du traité Soferim et le chapitre 6 du Midrash Pessikta Rabbati, d’interrompre le cycle de lecture de la Torah pour lire la « section des princes (he) », en commençant par Nombres 7,1 ou Nombres 6,22 (TOH 684).
Parallèlement voire antérieurement à ces ordonnances, des pièces liturgiques sont composées pour agrémenter les offices de prière. Les premières, rédigées entre les VIe et VIIIe siècles en Palestine byzantine (he), ne font pas mention des Maccabées : la qedoushta (he) (poème liturgique pour l'office du shabbat) composée par Yannaï (VIe siècle) pour le shabbat Hanoucca (he) au cours duquel on lit la section des princes (Nombres 7,1–8,4 ou 6:22-7:89), élabore uniquement sur la complétion du tabernacle au temps de Moïse, et il en est de même pour la plupart des qedoushtaot de son successeur, Eléazar Hakalir. Cependant, ce dernier est conscient du lien entre la fête et les guerres hasmonéennes — évoquées au détour d’un poème pour Roch Hachana (he) de Yosse ben Yosse —, et il fait fond sur la dédication de l’autel pour élargir le cadre de comparaison aux quatre malkhouyot (royaumes) et sept hanoukkot : les premières proviennent des quatre bêtes fantastiques des visions de Daniel, identifiées aux royaumes de Babylone, Médie, Grèce et Édom, c’est-à-dire Rome ; les secondes sont le fruit d’un midrash perdu, où sept inaugurations ont eu lieu depuis la création du monde — la première hanoukka est celle du monde lui-même, la deuxième celle du tabernacle dans le désert, la troisième celle de David (d’après le psaume 30), la quatrième celle de Salomon, la cinquième celle du second Temple de Jérusalem par Esdras, la sixième celle des Hasmonéens et la dernière celle du troisième temple attendu; le tout donne des poèmes où sept inaugurations d’autel ont eu ou doivent avoir lieu pour attester de la permanence de la Loi que Dieu a révélée aux enfants d'Israël, malgré les quatre tentatives de l’abolir.

Ces poèmes qui tirent leur datation du Seder Olam Rabba, remettent, encore que succinctement, la révolte des Hasmonéens, leur victoire sur les Grecs, la redédicace de l’autel et la coutume des lumières de Hanoucca au cœur de la prière. C’est toutefois avec aadif kol shmona (he) (« Je préférerai la voix des huit »), un poème rédigé pour rehausser la prière des dix-huit bénédictions lors des jours de semaine de Hanoucca, que le poète — qui ne connaît pas les livres des Maccabées ni la meguilat Antiochos — reconstitue l’histoire qui a donné lieu à la fête, au moyen du Talmud de Jérusalem et du Midrash ainsi que des traditions inédites. Il détaille comme il le peut les mesures des Grecs, représentants du troisième royaume qui tache Israël par ses décrets, et la lutte des Hasmonéens qui appartiennent selon lui à la division sacerdotale (en) d’Immer (mentionnée en 1 Chroniques 24,14) alors que le premier Livre des Maccabées (1Macc. II:1) les fait descendre du prêtre Yoïarib (1 Chroniques 24,7). Sa description de la purification de l’autel rappelle quant à elle l’une des versions de la Meguilat Taanit. 
Les poètes des VIIIe et Xe siècles, qu’ils soient du Levant, d’Allemagne ou d'Espagne, connaissent en revanche la Meguilat Antiochos fort estimée de Saadia Gaon (Xe siècle), son héros Jean le grand-prêtre (he), ses antagonistes Bagris et Nicanor, suppôts du pouvoir séleucide, et sa version du miracle de Hanoucca. L’ezkor maalalei Yah de Juda Halevi (XIIe siècle) est considéré comme l’un des poèmes historiques les plus aboutis de ce genre mais il ne signale pas la fin des pièces anhistoriques et symbolistes, parmi lesquelles shnei zeitim (en) de Salomon Ibn Gabirol (XIe siècle), avnei yeqar (he) d’Abraham Ibn Ezra (XIIe siècle) et asher yatsar or (he) d’Ephraïm de Ratisbonne (XIIe siècle).
C’est à la même période, au cours de laquelle ont lieu les croisades en Europe, qu’un certain Mordekhaï signe Maoz Tsour yeshou’ati (« Puissant roc de mon salut »), un poème en six stances qui rappelle, comme les poèmes des quatre royaumes ou des sept inaugurations, les nombreuses fois où Dieu a sauvé Israël de ses persécuteurs, et se conclut sur une supplique de le faire une fois de plus à cette époque. Chanté autour du luminaire de Hanoucca après l’allumage de ses lumières et des bénédictions d’usage (Leqet yosher, partie 1 Orah Hayyim, p. 152), sur un air dérivé de trois hymnes allemands dont le premier a été composé par le théologien protestant Martin Luther en 1523, Maoz Tsour est rapidement adopté par l’ensemble des communautés ashkénazes et, plus récemment, par les communautés séfarades et orientales, devenant l’hymne le plus populaire de Hanoucca. Certains estiment qu’il remplit pour cette fête la fonction du Livre d’Esther pour Pourim ou de la Haggada pour Pessa’h.

#### Coutumes deHanoucca
Hanoucca, fête familiale au cours de laquelle tous se réunissent autour des feux du candélabre, donne lieu à des traditions populaires — les beignets, l’argent de Hanoucca et la toupie à quatre faces — qui semblent cimenter l'observance de la fête, y compris parmi les Juifs non-pratiquants,. Elles n’ont pas leur source dans la Loi juive, bien qu’elles figurent parfois dans les gloses du Choulhan Aroukh, et apparaissent avec les aléas des Juifs au cours des lieux et époques.

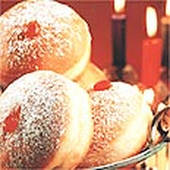
Soufganiyot modernes à la confiture.

Les soufganin (le mot dérive du grec commun, tout comme l’éponge et le sfendj), beignets frits à l’huile, sont apparemment associés au miracle de la fiole d’huile dans les écrits du décisionnaire andalou du XIIe siècle Maïmon Ibn Abdallah et celui-ci qualifierait déjà la coutume d’ancienne. Des beignets trempés dans du miel ou des essences de fruits se retrouvent de fait à travers l'Orient : bimuelos de la péninsule Ibérique, sfendj nord-africain, zalabiyeh égyptien ou yéménite qui sont devenus les zelebi en Iran, zengoula irakien, gulab jamun sud-indien, unniyappam de Cochin, etc.,,. Les Juifs séfarades ayant migré en Orient confectionnent (en) en outre des keftes (en) aux légumes, à la viande ou au poulet et d’autres, établis en Italie du Sud et en Sicile jusqu'à leur expulsion par l’Inquisition espagnole en 1493 (en) consomment une crêpe fourrée à la ricotta en souvenir de Judith car c’est avec des laitages qu’elle endort puis décapite Holopherne, bien que le livre ait été écrit plusieurs siècles avant la révolte des Maccabées. Cette crêpe suit les Juifs dans leurs périples : parvenue à Rome, elle devient la cassola ou casciola puis le kases kichel (en) après qu’elle a migré quelques siècles plus tard en Europe centrale. En Pologne, le fromage est remplacé par des pommes de terre frites sous l’influence de Juifs venus d’Allemagne et d’une politique agricole en vigueur en ce temps, donnant lieu aux latkes typiques de la cuisine juive ashkénaze (en). En outre, le paczki à la confiture, consommé par les Polonais pour le Carême, est aussi adapté aux exigences des règles alimentaires juives en substituant l'huile ou la graisse d'oie (en) au saindoux, et devient le ponchki qui sera hébraïsé en soufganiya (pluriel soufganiyot).

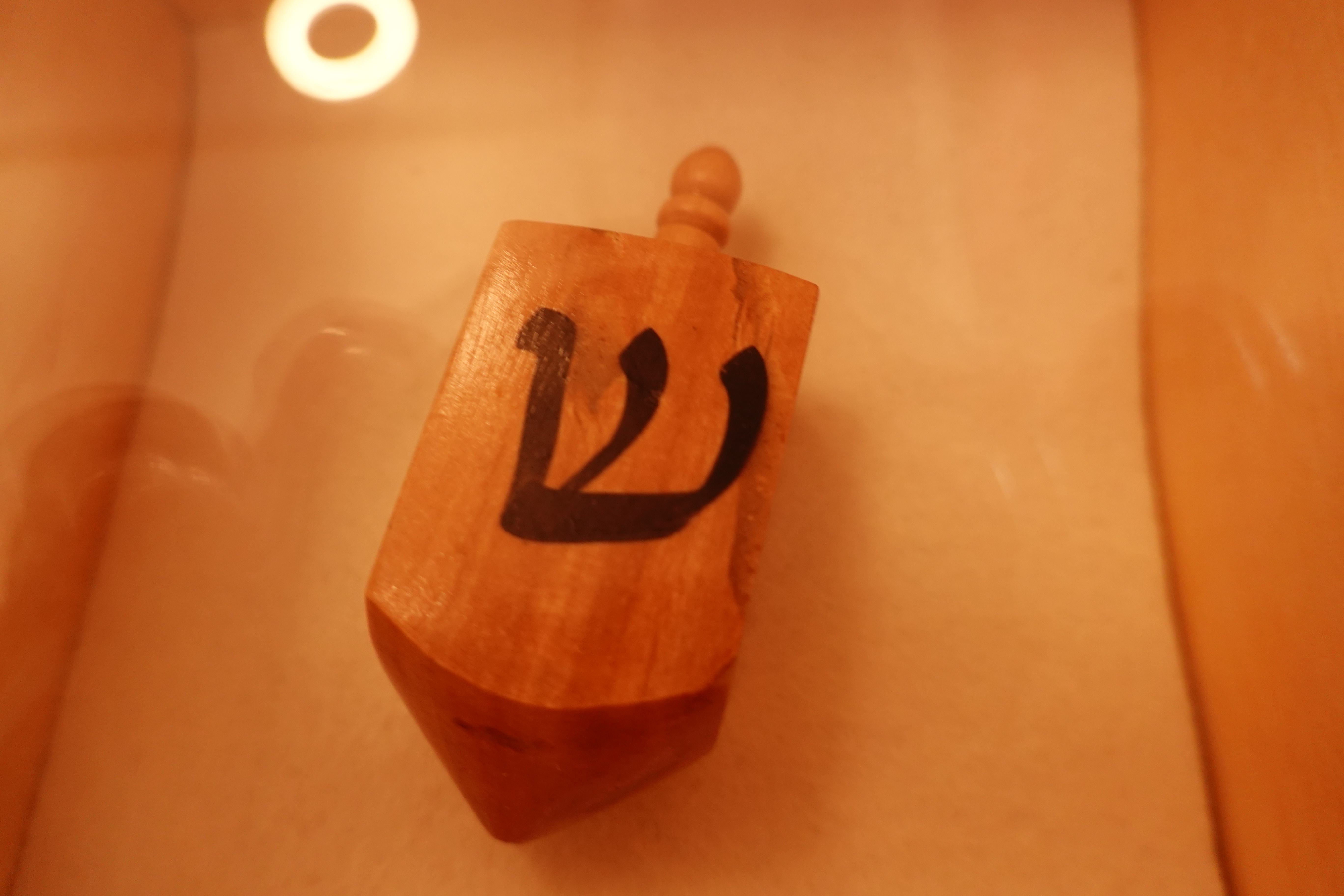
Toupie à quatre faces exposée à l’Alte Karmeliterkirche de Munich.
On fait tourner la toupie par le haut et la crécelle de Pourim par le bas parce que le miracle de Hanoucca [la victoire des Hasmonéens] est venu d'en-haut [de Dieu, sans action significative de la part du peuple à l'exception des Hasmonéens] et le miracle de Pourim d’en-bas [car le peuple s’est assemblé pour trois jours de jeûne collectif afin d’annuler les décrets de Haman]. (Taamei minhaggim, édition Eshkol, p. 468).

Diverses coutumes sont inventées pour rendre la fête agréable aux enfants ou à leurs maîtres : en Irak et en Algérie, des repas de fêtes avec douceurs au menu se tiennent dans les maisons d’étude ; au Maroc, l’on offre aux enfants des habits et des rituels de prière ; à Damas, ce sont des bougies de Hanoucca ; à Boukhara, les parents confectionnent pour les rabbins d'école des gâteaux contenant des pièces d’or et d’argent. C’est en Pologne que naît la tradition la plus vivace, l’« argent de Hanoucca » (Hanikke guelt (en)) : des pièces de monnaie sont données originellement aux enfants pour être distribuées à leurs enseignants mais ils les réclament pour eux-mêmes, et on leur apprend à en faire don aux nécessiteux (Maguen Avraham 670:1, Kitsour Choulhan Aroukh 139:1) pour propager le miracle de la fiole d’huile car — leur enseignent les rabbins — tous savent que Hanoucca en est la raison.
La toupie de Hanoucca (dreydel en yiddish, sevivon en hébreu moderne) dont chaque face est frappée d'une lettre hébraïque selon l'ordre נגהש (noun-guimel-hei-chin), est l’un des plus grands symboles de la fête, engendrant ses propres légendes, en suggérant que les insurgés contre le pouvoir séleucide auraient trompé l’ennemi en feignant d’y jouer. En réalité, elle est la version yiddish du toton où les instructions allemandes N (Nicht, « rien »), G (Ganz, « tout, » c.-à-d. « prends toute la mise »), H (Halb, « moitié ») et Sh (Shtel, « pose »), sont remplacées par les lettres hébraïques qui leur correspondent. La tradition juive étant opposée aux jeux de hasard, il semblerait que le jeu, dont les enjeux sont des pièces de Hanoucca ou des friandises, n’aurait été originellement permis que lors de la Nittel Nacht, une contre-fête juive qui recommande de ne pas étudier lors de la nuit de Noël — laquelle a généralement lieu au cours de la fête de Hanoucca — pour ne pas attirer l’attention de fêtards prompts aux excès, et son extension aux huit jours de la fête paraît secondaire.
Les adultes, eux, s’adonnent pendant ce temps à trouver des réponses à la très-sérieuse question du Beit Yossef (he) (si l’huile de la fiole suffisait pour un jour, pourquoi célébrer le miracle pendant huit jours et non sept?) ou à des jeux d’esprit aussi divertissants qu’érudits : un éminent talmudiste galicien propose de trouver dans le mot Hanoukka l’abréviation de Het nerot Vehalakha Kebeit Hillel (« huit lumières et la Loi suit l'opinion de l'école de Hillel »), et Makabi est réinterprété comme l’acronyme d’Exode 15,11 (Mi Kamo’ha Baèlim Yhwh « Qui t’égale parmi les forts, Éternel ? » (Hiddoushei Aggadot sur TB Shabbat 21b). D’autres établissent des rapports entre les quatre lettres de la toupie et les quatre royaumes, les quatre dimensions de la psyché, les quatre domaines du monde selon la Kabbale,,, etc. L’interprétation la plus populaire demeure cependant la relecture Nes Gadol Haya SHam, « un grand miracle a eu lieu là-bas », en terre d'Israël.
À ce folklore, s’ajoutent les premiers chants de Hanoucca : Mordekhaï Riwesmann (he) publie en 1912 à Petersbourg deux compositions yiddish, Oy Hanikke et Tzindt an likhtelekh (he), tandis que Haïm Nahman Bialik fait paraître Likhvod hahanoukka en hébreu à Odessa en 1916. Chantés en famille autour des lumières pour réchauffer l’atmosphère des longues nuits d’hiver, ils acquièrent rapidement un statut de chants populaires, et Hanoucca en comptera bientôt plus que toute autre fête juive.

### Hanouccadans la Kabbale
La Kabbale invite à se pénétrer de la dimension intime des prescriptions : ainsi, plus qu’une preuve tangible de l’intervention divine, les lumières de Hanoucca représentent l’illumination des âmes du peuple d'Israël par la Lumière Suprême qui le protège et le garde. Aussi, selon le Tikounei Zohar (13e arrangement), la fête de Hanoucca s’appose à la huitième sephira de l’arbre de vie, celle de la Splendeur (en), et l’allumage des lumières pendant huit jours vient corriger l'arrogance qu’exprime cette sephira chez l’homme : les lumières de Hanoucca atténuent progressivement — selon un schéma où chaque jour représente l’émanation d’une sephira supérieure qui se propage dans les sephirot inférieures, similaire dans son concept à la dimension réparatrice dont la Kabbale a investi le décompte de l’omer — cette mesure du désir de l'homme de se démarquer, et minimisent son besoin de domination et son manque de considération envers autrui. 
Le nombre 8 se retrouve par ailleurs — outre les mentions explicites des huit jours de la fête et du miracle de la fiole —, dans les huit jours de la circoncision, bannie par les édits séleucides, dans le nom de l’huile (shǝmona, « huit », ressemble à shemen, « huile ») ou dans celui des Hasmonéens (Hashmonaï ou Hashmani selon la graphie de Maoz Tsour, est décomposé en het de valeur alphanumérique 8 et shǝmonaï, « huit »), et dans l’enjeu même de la révolte des Maccabées car 6 représente l’univers physique avec ses six directions (nord, sud, est, ouest, haut et bas), 7 la sainteté (le septième jour de la semaine, c'est-à-dire le shabbat) et 8 la transcendance de l’univers physique que les « Grecs » ne seraient jamais parvenus à atteindre ; la Kabbale trouve aussi des rapports entre Hanoucca et les nombres 13, 25 et 36. 

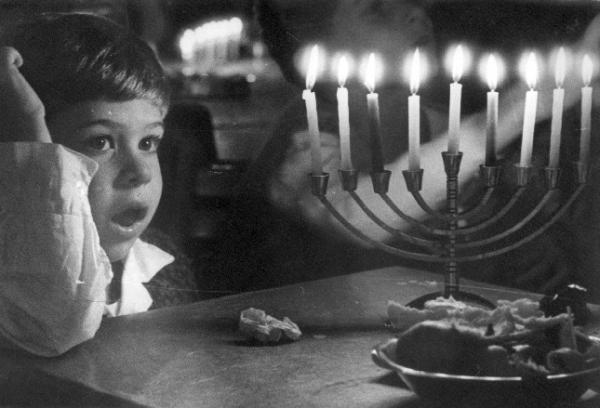
Dans la Kabbale, c’est moins l’allumage des lumières qui compte que leur contemplation (un enfant devant une hanoukkia brillant de tous ses feux au 8e jour de la fête, archives de l’Hashomer Hatzair Yad Yaari, entre 1950 et 1960).

Le kabbaliste Isaac Louria (XVIe) (Shaar Hakavanot, partie 2, page 328) enseigne que l'allumage des lumières de Hanoucca se fait moins pour célébrer la victoire des Hasmonéens, la « conséquence », que pour se rattacher à leur « cause », c'est-à-dire qu'il a pour effet et but principal de rattacher la personne qui les allume à la lumière spirituelle qui s'est allumée à l’ère des Maccabées, grâce à ses intentions lors de l’allumage et aux lumières matérielles qui permettent d’attirer les lumières spirituelles vers le monde physique. Là, elles peuvent aider l’homme et le transporter par-delà ses problèmes — au point que certains kabbalistes considèrent Hanoucca comme un « petit Roch Hachana » (nouvel an juif) où l’on peut influer sur son destin et « créer des miracles » par la force de la prière (en) (Ner Israël, Moadim 2, Hanoucca) — chaque geste se double d’une dimension mystique : les trois bénédictions de l'allumage symbolisent les « trois lignes, » c'est-à-dire les voies principales de la création et de la manifestation divine, les dix palmes dans lesquelles il convient de placer la hanoukkia représentent les dix sephirot, et le geste d'abaisser la bougie, pont entre les mondes spirituel et matériel, vers la hanoukkia lors de l’allumage, figure la descente de la lumière suprême dans le monde physique. À cette symbolique, le cinquième dirigeant spirituel de la dynastie hassidique Habad-Loubavitch Sholom Dovber Schneersohn (discours du shabbat Hanoucca 5643) ajoute que la voie publique à laquelle fait face la hanoukkia, reflète l'idée d'existence séparée de Dieu à laquelle mène la philosophie grecque ; la lumière de Hanoucca, placée à gauche, là où la Kabbale situe la source des forces négatives, brille vers la gauche et dissipe l’obscurité qui y règne, de même que les Maccabées ont lutté contre le déni de l'existence de Dieu et la rébellion contre Lui. Cela nécessite cependant la présence de la mezouza qui garde le domaine privé et atteste que tout ce qui s’y trouve, s’y trouve pour Dieu car les parchemins qu’elle contient renferment l’ensemble des commandements divins, à sa droite, là où la Kabbale place la sainteté.
Nahman de Bratslav (1772-1810), lui, lit Hanoucca et la révolte des Maccabées contre les Séleucides, comme le symbole de la lutte intérieure entre les forces obscures de la logique et des connaissances acquises qui mènent forcément à une conception épicurienne de la vie — les « Grecs » — et les forces de lumière — les « Maccabées » — qui représentent les désirs intérieurs qui brûlent chez l'homme et le poussent à chercher un sens spirituel à la vie ainsi que son secret caché qui mène à la vie éternelle ; cette lutte des Maccabées contre les Grecs, « des faibles contre les forts », commence par l’éveil en l’âme humaine de la première étincelle spirituelle, contrecarrée par le désir matérialiste et égoïste bien plus grand mais dès que la personne reconnaît son désir d’éveil et réussit à corriger sa volonté et à aimer autrui, des étincelles supplémentaires se rassemblent et enflamment le pouvoir qui lui est inhérent, aboutissant à l’inauguration du temple intérieur. Par ailleurs, sur le plan historique, langue grecque et langue sacrée, c’est-à-dire philosophie et tradition juive, sont issues de la sagesse ancienne et il convient d'incorporer la première à la seconde, à condition de la maintenir subsidiaire, comme ce fut le cas avec la Septante car la sagesse des Hellènes s'est corrompue en se coupant de sa source divine, et le miracle de la fiole d’huile témoigne de l’intervention divine dans le monde, c'est-à-dire dans la nature et dans l'histoire, que la philosophie rejette.
Avant lui, Juda Lœw (XVIe) suggère dans son Ner Mitsva que le grand miracle de Hanoucca n’est pas celui de la fiole d’huile — qui permet toutefois de maintenir un « coin » de spiritualité « pur » de tout hellénisme — mais la victoire militaire et spirituelle sur un ennemi qui a pour lui la force, le nombre et de multiples accomplissements ; la victoire des Maccabées permet d’intégrer la contribution des Grecs à la place qui lui revient au service de Dieu, et la chute d’un empire spirituellement imparfait, permet d'améliorer le monde. Yehuda Aryeh Leib Alter (XIXe), troisième dirigeant de la dynastie hassidique de Gour, ajoute dans son Sfas Emes sur le Pentateuque, que Hanoucca est une fête que les Juifs ont méritée et obtenue par leurs propres actes tandis qu’ils ont reçu les autres par le biais des commandements de la Torah écrite — elle représente une célébration du peuple juif et, en tant que telle, donne lieu à des réinterprétations, dont celle du sionisme qui reprend l’idée du Sfas Emes, en réduisant fortement voire tout à fait le rôle de Dieu dans l’équation.

## Observances deHanoucca

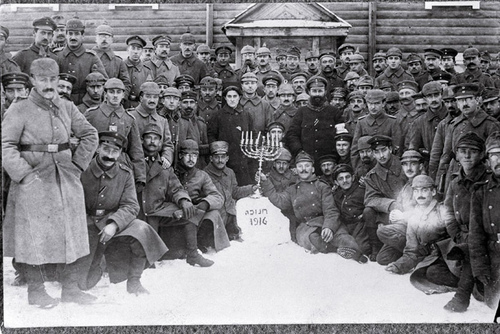
Célébration de Hanoucca par des soldats juifs allemands en Pologne (1916).

La fête de Hanoucca — dont les lois ont été compilées aux chapitres 670-684 de la section Orah Hayim (« voie » ou « mode de vie ») du Choulhan Aroukh (« Table Dressée » par Joseph Caro au XVIe. et annotée par Moïse Isserles), code fondé sur ceux de Maïmonide, Jacob ben Asher, la Kabbale et d’autres autorités rabbiniques de l’ère médiévale qui sert de base aux autorités ultérieures — est célébrée pendant huit jours, sans différence de pratique entre la terre d'Israël et la diaspora, contrairement aux fêtes bibliques. D’institution tardive et dépourvue de leur sainteté, elle n’aurait dû se distinguer des jours ordinaires que par l’interdiction de marques publiques de deuil, dont le jeûne, les éloges funèbres et les passages liturgiques austères (CAOH 670:1-3, KCA 139:2 & 22).
Elle a cependant acquis une importance particulière dans le monde juif, donnant par exemple lieu à une période de congé scolaire dans certaines communautés d’Europe orientale (Noda biYhouda, deuxième édition, section Orah Hayim, no 139), et l’a conservée même parmi ceux qui manquent à l’orthopraxie ou se définissent en dehors d’elle : dans le Foyer national juif, où David Ben-Gurion et les pionniers veulent remodeler le fait juif hors de la tradition rabbinique, Hanoucca devient l’une des plus grandes fêtes du sionisme et par conséquent de l’État d’Israël : alors que les rabbins avaient appuyé sur son aspect miraculeux, le sionisme laïc voit dans la révolte des Maccabées une entreprise de libération nationale qui connaît, contrairement à la révolte de Bar Kokhba et au siège de Massada, un dénouement heureux. Les Maccabées, érigés en modèle du « Juif nouveau » et expurgés de leurs tendances hellénisantes, deviennent les éponymes des Maccabiades, les « Olympiades juives » qui s’ouvrent dans leur première édition sur une réinterprétation sioniste du Judas Maccabæus de Georg Friedrich Haendel, de différents clubs sportifs, d'une marque de bière, d'une caisse-maladie (en), etc. Le sionisme religieux entérine quant à lui cet aspect nationaliste de Hanoucca tout en lui conservant une signification religieuse : elle typifie pour lui les victoires militaires d’Israël lors de sa guerre d’indépendance en 1948, puis de la réunification de Jérusalem en 1967, et il y voit le sceau de l’approbation divine qu’il convient dès lors de célébrer par les mêmes mouvements liturgiques,.

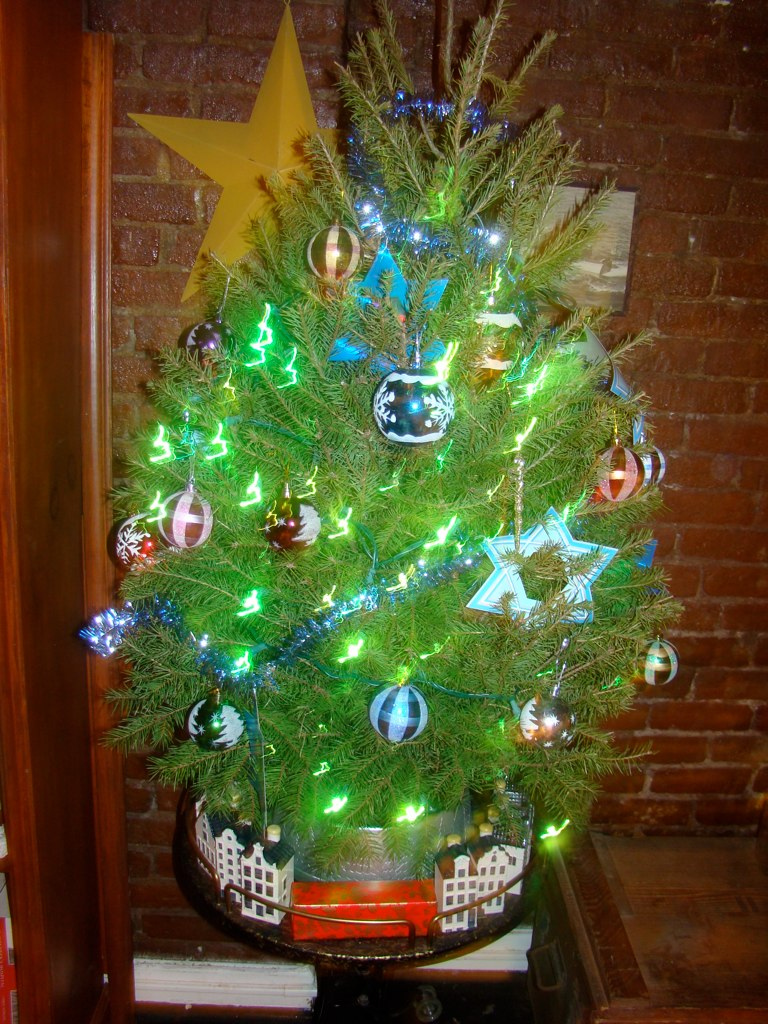
Arbuste de Hanoucca où l’étoile de David remplace celle du berger.

Ailleurs, en particulier aux États-Unis, la fête tire son importance de sa proximité avec les fêtes d'hiver et d'un besoin d'affirmation culturelle. 
L'association est ancienne, et le poète judéo-alsacien Claude Vigée se souvient : « vers huit ou neuf ans j'associais Hanoucca, la fête des lumières, aux cierges de la Toussaint … aux yeux des chrétiens comme des petits Juifs de ma bourgade natale, Hanoucca, c'était une sorte d'Avent d'Israël, … la Noël des Juifs. ». Cependant, Hanoucca tombe en désaffection auprès de nombreux Juifs lorsque les arrivants allemands du XIXe siècle font de Noël une fête « américaine » avec riches décorations et échanges de cadeaux, malgré les efforts des rabbins Isaac Mayer Wise et Max Lilienthal qui décrivent les Maccabées comme des héros de la guerre de Sécession ou de Penina Moïse qui compose des hymnes religieux, où la fête devient un temps de pénitence et de régénération spirituelle, sous l'influence de la doctrine protestante. Les Juifs arrivés de l’empire russe à New York entre 1881 et 1924 arborent eux aussi le sapin — que certains agrémentent de décorations « juives » et baptisent buisson de Hanoucca, — et marquent tout au plus leur différence en dînant dans des restaurants chinois la nuit de Noël, tandis que l'on joue des chants de Noël composés par des Juifs dont White Christmas d'Irving Berlin et Let it Snow de Jule Styne. 
Après la Seconde Guerre mondiale et la disparition presque complète du Yiddishland dont les Juifs aux États-Unis sont pour la plupart issus, Hanoucca devient le symbole de la lutte contre l'oblitération de la judéité, particulièrement marquée dans les productions de Hollywood où Hanoucca est un point de l’intrigue de programmes spéciaux de Noël, de South Park à A Rugrats Chanukah (en). Cependant, succès de Noël oblige, il s’ensuit moins un retour aux traditions qu'une course à la commercialisation avec des cadeaux, des « sandwichs maccabéens », des « salades de fruits Menorah » et divers emballages, cartes de vœux, chocolats, disques pour la fête. On invente alors la « saison des fêtes » afin de ménager les sensibilités, on y englobe Hanoucca, Noël et Kwanzaa (les Juifs entretiennent des rapports moins compliqués avec cette dernière, et une célébration conjointe se tient au Carnegie Hall en 2022 pour manifester contre le racisme et l'antisémitisme), et des familles américaines multiconfessionnelles — dont la situation parfois complexe a suscité un épisode de Friends (The One with the Holiday Armadillo) et de The O.C. — organisent des fêtes conjointes ou mixtes comme Chrismukkah (Hannoël en français) afin de concilier les réjouissances.
C’est en réaction à ces réinterprétations que Menachem Mendel Schneerson (XXe), septième Rabbi de Loubavitch, reprend à son compte l’initiative d’Abraham Beame, premier maire ouvertement juif de la ville de New York, et ordonne la tenue d’un allumage public en 1974, dont il fait l’une de ses mitzvah campaigns (en) afin de promouvoir la « survivance spirituelle de la flamme juive (Si’ha du 25 kislev 5747). » Depuis, ces allumages se sont répandus au Canada, en Europe, en Israël et ailleurs.

### Allumage des lumières deHanoucca
L’allumage des lumières de Hanoucca se fait par ordre croissant, d’une lumière le premier jour à huit le dernier, en utilisant une hanoukkia (luminaire de Hanoucca) par foyer selon l’usage séfarade ou une hanoukkia par membre du foyer, selon la coutume répandue dans les communautés ashkénazes (CAOH 671:2).

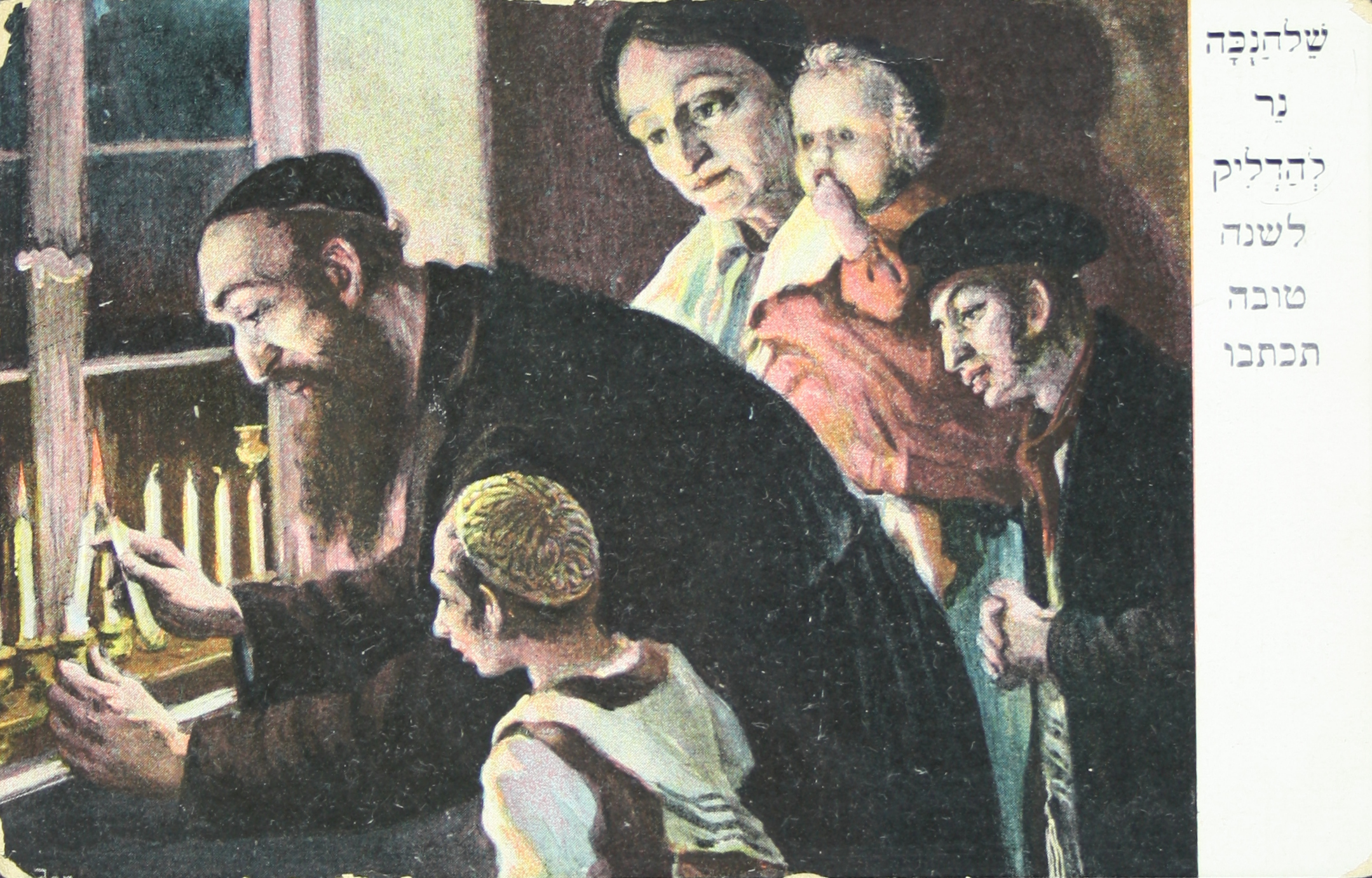
Carte de vœux pour la nouvelle année juive, où le père de famille allume la hanoukkia pour sa femme et ses enfants.

Les femmes sont tenues d’y assister bien que normalement dispensées des prescriptions fixées dans le temps (he) car elles ont « participé au miracle » (TB Shabbat 23a), et le CAOH 675:3 les autorise même à procéder à l’allumage. La place réelle des femmes a varié selon les communautés, entre certains décisionnaires qui se sont prononcés contre l’allumage par des femmes en présence d’un homme, ceux qui, arguant de l’évolution du statut de la femme, en reviennent aux ordonnances du Talmud et du Choulhan Aroukh, et les communautés d’Afrique du Nord qui ont instauré la fête des Filles (en) pour célébrer la vaillance féminine lors de la néoménie de tevet.

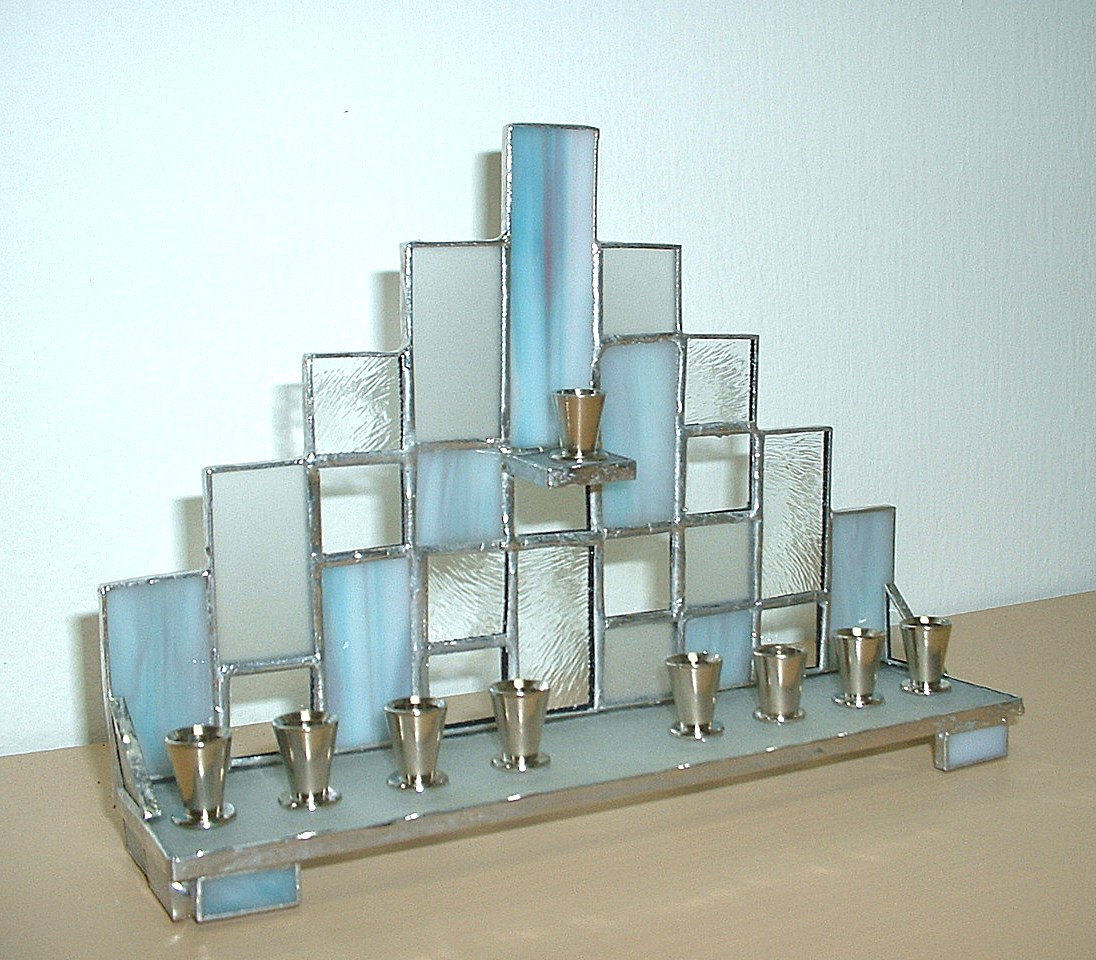
Hanoukkia contemporaine en verre (le shamash occupe la position centrale et surélevée).

On a coutume de fabriquer la hanoukkia de manière à placer les lumières sur une seule rangée et à la même hauteur afin de pouvoir les distinguer lorsqu’elles brûlent (CAOH 671:4).
Comme les lumières de Hanoucca ne peuvent remplir aucune fonction domestique, y compris l’éclairage, on utilise une lumière supplémentaire dans ce but, sur une neuvième branche à distance des autres lumières : chez les Juifs ashkénazes, elle est appelée shamash ou shammes (« serviteur ») car on s’en sert aussi pour allumer les autres lumières du chandelier tandis que chez les Juifs séfarades et orientaux, elle peut être allumée après les autres.
Les lumières doivent — dans l’idéal — être visibles, et c’est pourquoi on les allume à la porte ou la cour qui donne sur la voie publique (ou aux issues s’il y en a plusieurs — CAOH 671:8), à une hauteur entre trois et dix palmes ou à la rigueur vingt mais pas davantage, et à une palme du côté gauche de la porte (CAOH 671:5-7, KCA 139:7-9). On n’allume pas la hanoukkia avant le coucher du soleil et, idéalement, pas après que les marchés se sont vidés, soit une demi-heure après le coucher mais il est permissible de le faire pendant toute la nuit (CAOH 672-1:2), et beaucoup de rabbins hassidiques attendent l’arrivée de leurs fidèles pour le faire, afin de mieux propager le miracle.
Toutes les huiles et mèches conviennent à l’allumage des lumières, y compris celles qui allument mal et ne seraient pas acceptées pour l’allumage des lumières du shabbat — et l’on utilise souvent des bougies de cire car elles produisent une belle flamme — mais il est tout de même préférable d'utiliser de l'huile d'olive et des mèches de laine, en souvenir du Temple de Jérusalem (CAOH 673:1).
Le recours aux hanoukkiyot électriques est cependant rejeté par la plupart des autorités orthodoxes sans qu’elles n’enfreignent véritablement les ordonnances du Choulhan Aroukh, et ne sont tolérées qu’en l’absence d’autres sources d’énergie ou si l’allumage classique est interdit par mesure de sécurité, comme dans les hôpitaux (Har Tzvi (en), Yabia Omer 3:35:7,). Quant à l’initiative « Hanoukkia verte », émanant de groupes écologistes qui appellent à limiter les feux de Hanoucca pour sensibiliser le public à la conservation d’énergie, elle a été mal accueillie par les tenants de la tradition.
L’allumage donne lieu à deux bénédictions et une troisième le premier jour, récitées avant l’allumage proprement dit (CAOH 676:1-2). Chaque communauté a ses mélodies propres et il est couramment admis d’allonger l’Amen qui suit les bénédictions dans le rite ashkénaze (ah-ahh-men), car « celui qui allonge son amen, on lui allonge ses jours et ses années » (TB Berakhot 47a) mais l’usage est réprouvé dans le hassidisme Habad. On poursuit avec Hanerot hallalou (CAOH 676:4) et on allume le premier jour en commençant par la lumière à droite de la hanoukkia ; le second jour, on ajoute une lumière à sa gauche et c’est par elle qu’on commence, ainsi de suite car c’est avec cette lumière que grandissent l’illumination et le miracle (CAOH 676:5).

#### Après l'allumage

Rite de Hanoucca incluant la lecture du psaume 30, en hébreu et phonétique (Tunis, XXe siècle).

Instruits de regarder la hanoukkia allumée pendant trente minutes sans réaliser d'activités à sa lumière, en particulier si ces activités détournent l'attention des lumières selon des décisionnaires plus rigoristes, les Juifs se trouvent diverses manières de passer le temps : certains, considérant que les portes des cieux s’ouvrent, récitent des psaumes ; nombre de rabbins hassidiques jouent du violon. La plupart des familles, entraînée par l'air sur lequel les bénédictions sur l'allumage et Hanerot hallalou ont été chantés, poursuit par Maoz Tsour (à tout le moins sa première stance) et divers chants tandis qu’on joue à la toupie et qu’on distribue des pièces ou des cadeaux et des friandises.

##### Chants
En Israël, le patrimoine grandit chaque année et les chants sont appris pour certains quelques jours auparavant : aux chansons de Levin Kipnis (Ner li (he), Hanoukka Hanoukka (he), Hava narima (he)), Naomi Shemer (Ner rishon shel Hanoukka), Sarah Glussman (he) (Hanoukkiya li yesh (he)) et d’autres qui contribuent à développer la perception héroïque du sionisme et la place de la fête dans celui-ci (voir supra), entre chants nouveaux pour des traditions anciennes comme Kad qatan (he) d’Aaron Ashman (he), et chants triomphaux qui éclipsent Dieu pour magnifier les hommes comme Yemei HaHanoukka, version hébraïque d’Oy Hanikke (laquelle a elle-même été « laïcisée » en devenant un chant populaire), Mi yemalel (he) de Menashe Ravina (he), Anou nossim lapidim (he) d’Aaron Zeev (he) ou Banou hoshekh legaresh (he) de Sara Levi-Tanai (en) — qui joue avec le dicton juif « Un peu de lumière dissipe beaucoup d'obscurité » — ainsi que, plus tard, Shiv'hei Maoz (he) de Naomi Shemer qui, bien que faisant référence à Maoz Tsour, ne s’adresse pas à Dieu mais aux places-fortes de Tsahal, prises d’assaut lors de la Guerre d'usure avec l'Égypte, ont fait place des chants moins militants comme Nerotaï haze’irim (he) d’Avinoam (he) qui retracent les succès mais aussi les échecs des luttes juives pour l’auto-détermination, d’autres qui se concentrent sur quelque symbole de la fête — toupies (hasevivon sheli, Svivoni yarouts beggil, Sevivon qatan), lumières (Nerot rabim, Ha’erev babyit) ou beignets (Maasse belevivot (he), Ma ma tapoua’h adama, Sou sou soufganiya) — et d’autres encore où le rapport avec la fête est moins évident voire circonstanciel. 
Le répertoire des chants de Hanoucca comprend également des chants pour des public plus traditionnels, en hébreu avec Menorah de Motti Wiesel et Bentzi Stein (he) ou en yiddish avec Nissim, basé sur le Kedoushat Levi du rabbin Levi Yitzhok de Berditchev, et Mayn Lekhtelekh.
Aux États-Unis, les chants yiddish se sont anglicisés : Oy Hanikke est devenu Oh Hanukkah par l'intermédiaire de Theodore Bikel, et Ich Bin A Kleyner Dreydl I Have a Little Dreidel (en), dont le succès s’est étendu dans les années 1950, lorsque la fête se commercialise pour concurrencer Noël et que des Juifs culturellement affirmés apparaissent dans la culture populaire américaine. C’est également là-bas qu’est composé en 1983 Ocho Kandelikas (en), le premier chant de Hanoucca en ladino mais hormis Light One Candle (en) de Peter, Paul and Mary qui a été composé un an plus tôt en réaction à la guerre du Liban de 1982, la plupart des chants modernes tiennent plutôt de l’humour juif local comme The Chanukah Song (en) d’Adam Sandler sur sa condition de Juif qui cherche avec qui il pourrait bien célébrer Hanoucca aux États-Unis ou les pastiches des succès du moment par des groupes a cappella, qui leur insufflent un contenu juif comme The Maccabeats (en) ou Six13 (en).

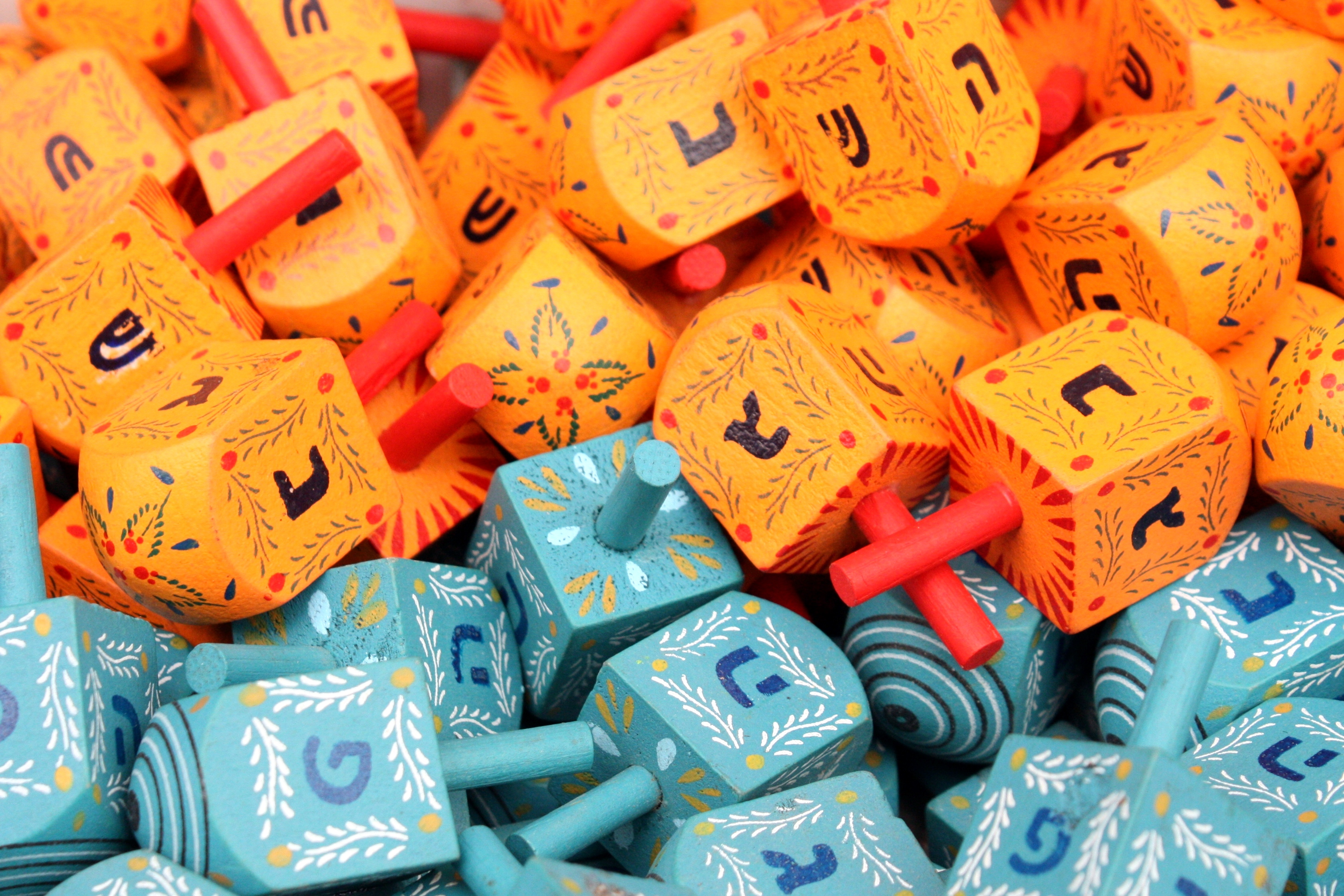
Deux versions de toupies de Hanoucca sur un étal au marché de Mahané Yehuda : les bleues (lettres initiales de Nes Gadol Haya Po, he) sont utilisées en Israël tandis que les oranges (lettres initiales de Nes Gadol Haya Cham he), sont destinées à la diaspora (ou aux ultra-orthodoxes).

##### Jeux
Les jeux de toupie demeurent relativement populaires en dépit de leur simplicité, bien que la dimension de jeu de hasard ait le plus souvent été abandonnée. L'étymologie Nes Gadol Haya Cham (« un grand miracle eut lieu là-bas ») s'est si bien popularisée que les toupies destinées à la commercialisation en Israël, ont remplacé, comme dans la chanson sevivon sov sov sov, le chin par un pè car Nes Gadol Haya Po, « un grand miracle a eu lieu ici », à l’exception de Juifs ultra-orthodoxes car ils considèrent que « là-bas » se réfère au Temple de Jérusalem qui n’a pas encore été reconstruit.

##### Pièces

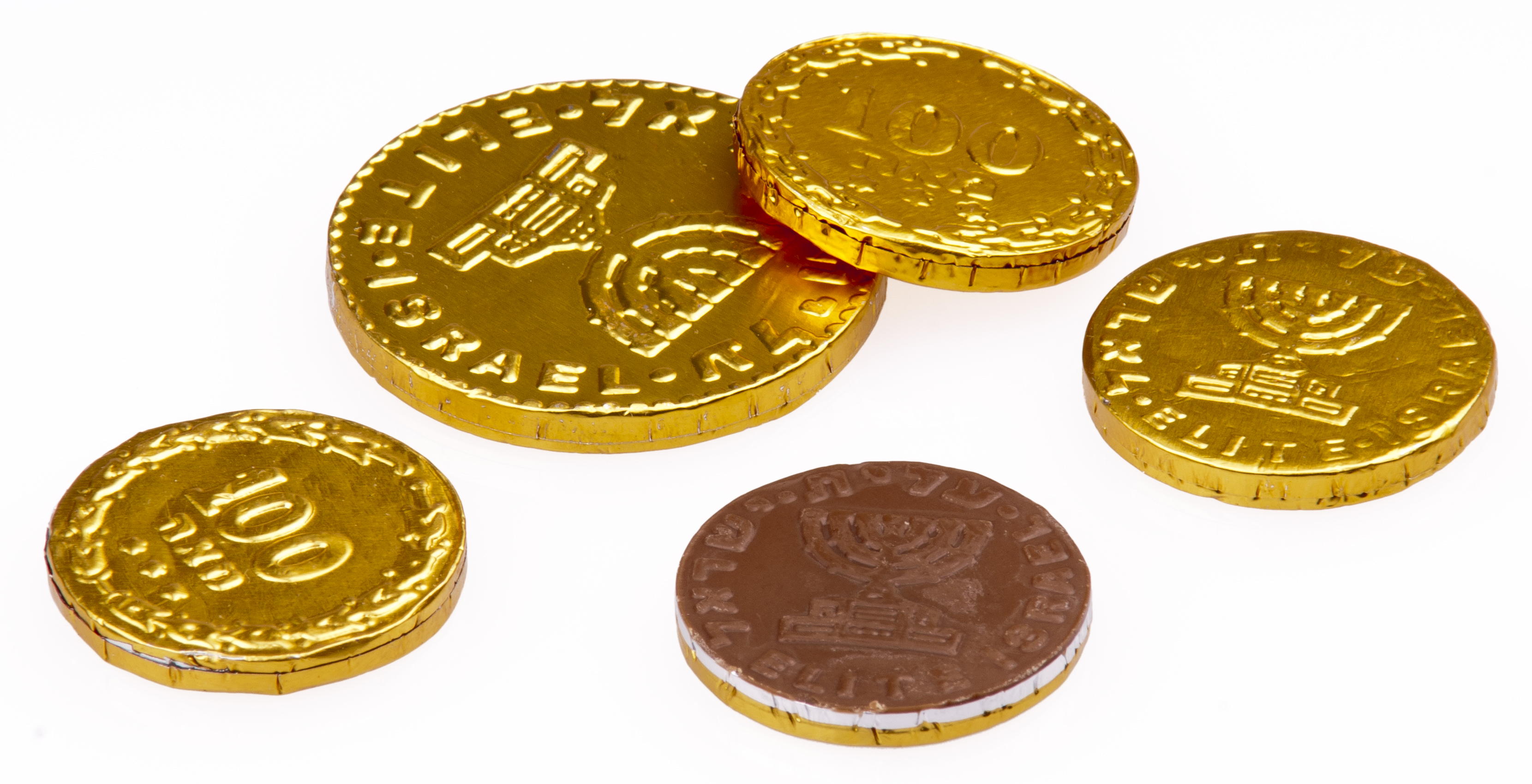
Pièces de Hanoucca en chocolat, frappées de candélabres de Hanoucca imitant, comme la pièce israélienne de 10 agorot, la monnaie frappée du candélabre à sept branches qu’avait émise Mattathias Antigone pour proclamer l’indépendance de sa terre.

Les juifs ultra-orthodoxes sont aussi parmi les derniers à pratiquer la distribution des pièces de Hanoucca pour les démunis, et le Steipler avait coutume de la réserver à la cinquième nuit de Hanoucca car elle ne coïncide jamais avec le shabbat.
Cependant, en dehors de ces cercles, la pratique a été remplacée vers les années 1920 par la distribution de pièces en chocolat emballées dans du papier aluminium doré, tant en Israël qu’aux États-Unis (là aussi, un lien possible avec les pièces de la Saint-Nicolas a été évoqué).
En outre, la distribution de piécettes, chocolatées ou non, pouvant pâlir de la comparaison avec ce que reçoivent les enfants chrétiens, elle s’est doublée d’une distribution de cadeaux qui a commencé aux États-Unis et s'est étendue en France. Elle est souvent marquée dans les familles à forte identité juive avec un faste d’autant plus important qu’elles sont éloignées de la pratique traditionnelle ; certaines tentent cependant de revenir à des cadeaux ou des sommes plus modestes, et un projet intitulé Fifth Night a été lancé pour éloigner les enfants du consumérisme et leur réapprendre le sens du don à autrui qui faisait le charme de la coutume.

##### Gastronomie
La dichotomie entre les deux grands foyers de population juive se marque aussi par des différences gastronomiques : en Israël, la soufganiya (beignet) est promue au rang de mets national de Hanoucca par la Histadrout dans les années 1920 car, contrairement aux latkes — renommées levivot (« beignets »), d’après 2 Samuel 13,6, la glose de Rachi sur le verset et un poème satirique de Kalonymos ben Kalonymos —, sa préparation requiert des compétences et des procédures particulières qui permettent la création d’emplois pour les Juifs arrivés sans travail en Palestine mandataire, et c'est aussi la raison pour laquelle sa production commence au lendemain des fêtes de tishrei, près de deux mois avant la première nuit de Hanoucca. Du fait de sa popularité, différentes chaînes de pâtisseries proposent des pièces plus élaborées où la marmelade à l'intérieur du beignet frit est remplacée par du chocolat, de la confiture de lait ou d’autres remplissages tandis que d’autres, plus sensibles à la charge calorique, préparent des versions cuites et non frites,.
Aux États-Unis, en revanche, malgré le rôle des Juifs dans l’importation et la fabrication du doughnut, les latkes demeurent les plats les plus populaires.

#### Allumages publics
L’allumage des lumières de Hanoucca est un acte public par essence que les rabbins, désireux de propager le miracle, ont de surcroît conçu pour produire le plus grand spectacle à l’heure de la plus grande affluence car c’est entre le coucher de soleil et le retour chez soi que les passants, s'attendant à rentrer dans une obscurité grandissante, sont exposés aux lumières. Seules des circonstances d’insécurité comme celles qui régnaient dans la Pologne de Moïse Isserlès (XVIe) - ou de confinement sanitaire lors de la pandémie de Covid-19, peuvent contraindre à la discrétion (CAOH 671:7) ; c’est pourquoi les Juifs d'Afrique du Nord avaient coutume de pendre leur hanoukkia au linteau des portes, en regard de la mezouza, et en Israël, en particulier Jérusalem, elles sont souvent allumées à l’extérieur des habitations dans une boîte en verre conçue pour les protéger du vent. Le XXe siècle a cependant vu l’apparition de deux manifestations inédites : les allumages publics, popularisés par le Rabbi de Loubavitch, et les allumages en un lieu public.

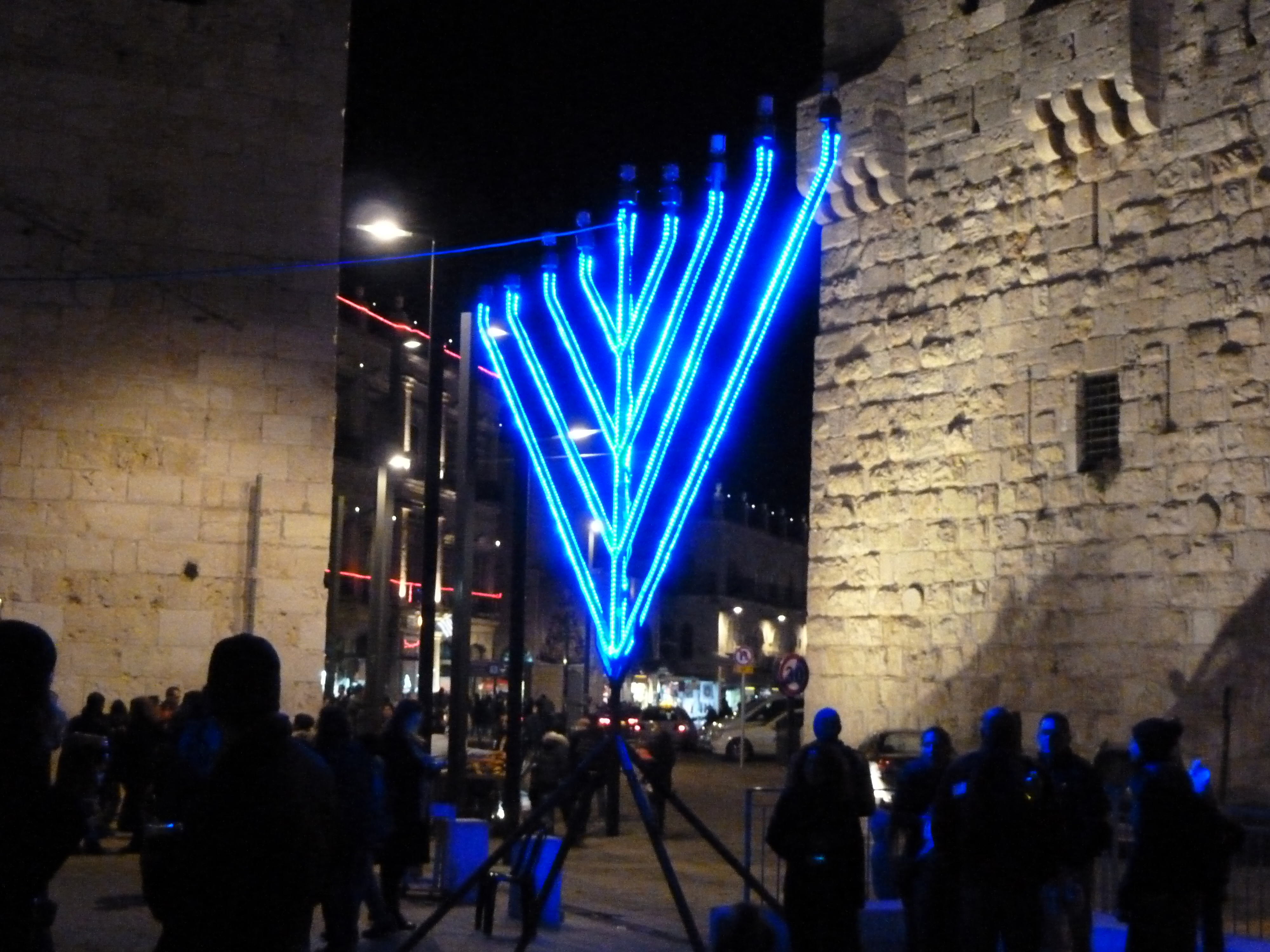
Allumage public à la porte de Jaffa, Jérusalem (2012)Les chandeliers utilisés pour les allumages publics ont souvent des branches droites et non courbes car le Rebbe s’appuie à ce sujet sur l’opinion de Maïmonide.

Les allumages publics suscitent de nombreuses interrogations dans le monde juif et en dehors de celui-ci. Sur le plan purement légalistique, la validité religieuse des allumages publics se fonde sur l’usage d’allumer une hanoukkia au mur méridional de la synagogue entre les offices de l’après-midi et du soir, lequel allumage a pour fonction de propager le miracle, et n’acquitte pas de l’allumage à domicile (CAOH 671:7, KCA 139:12-15). C’est sur base de cet arrêt que de nombreux décisionnaires jugent les allumages publics tout aussi impropres (Shevet Halevi tome 4, chap. 35, Shlamei Moed 237, Tsits Eliezer tome 15, chap. 30). Cependant, d’autres considèrent qu’ils doivent être réalisés pour propager le miracle, et que des lumières électriques peuvent convenir à cette fonction. L’ancien primat de Sion (he) Ovadia Yosef estime l’allumage public valide et prescrit de le faire avec bénédiction (Hazon Ovadia Hanoukka, p. 47), bien que son confrère Mordekhaï Eliyahou et son fils Yitzhak Yosef exigent pour ce faire la tenue de prières publiques (Miqraei Kodesh Hilkhot Hanoukka, chap. 10, notes 22 & 23). 
En outre, l’initiative du Rabbi de Loubavitch qui attire aussi des non-Juifs, y compris des personnalités publiques et politiques comme Arnold Schwarzenegger qui y participe pendant et après son gouvernorat de la Californie (2003-2011), interpelle de nombreux juifs, orthodoxes et non-orthodoxes, qui craignent une « christianisation de l’espace public ». Enfin, elle provoque régulièrement des controverses avec les non-Juifs sur la séparation de l’État et l’Église ou sur le droit d’arborer un symbole « religieux » sur la place publique (sur ce point, cependant, l’arrêt rendu par la Cour suprême de Pennsylvanie en 1989, interdisant l’exposition d’une scène de la Nativité tandis qu’il a permis celle d’une hanoukkia et d’un sapin, a établi la distinction entre symboles religieux, comme la crèche, et symboles laïcs de leurs fêtes respectives comme la hanoukkia et le sapin).

Célébrations publiques
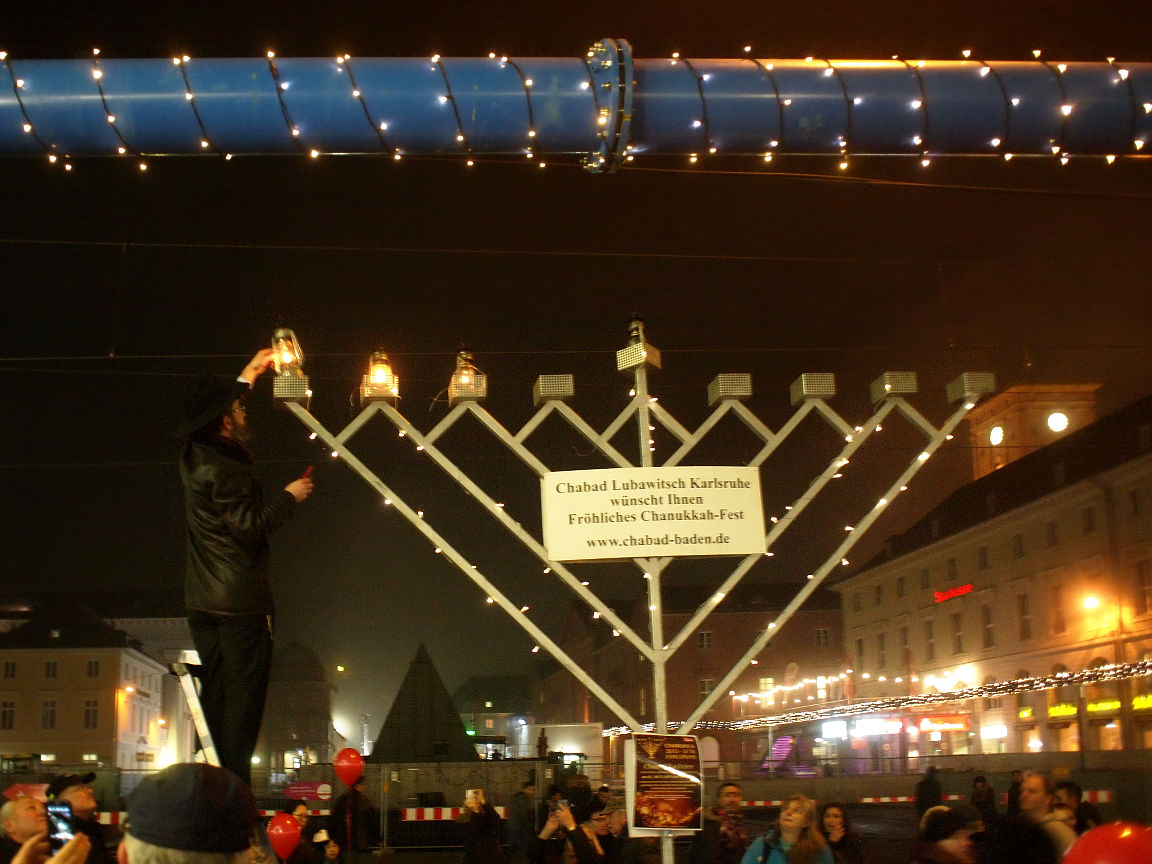
Allumage public à Karlsruhe en Allemagne (2015).
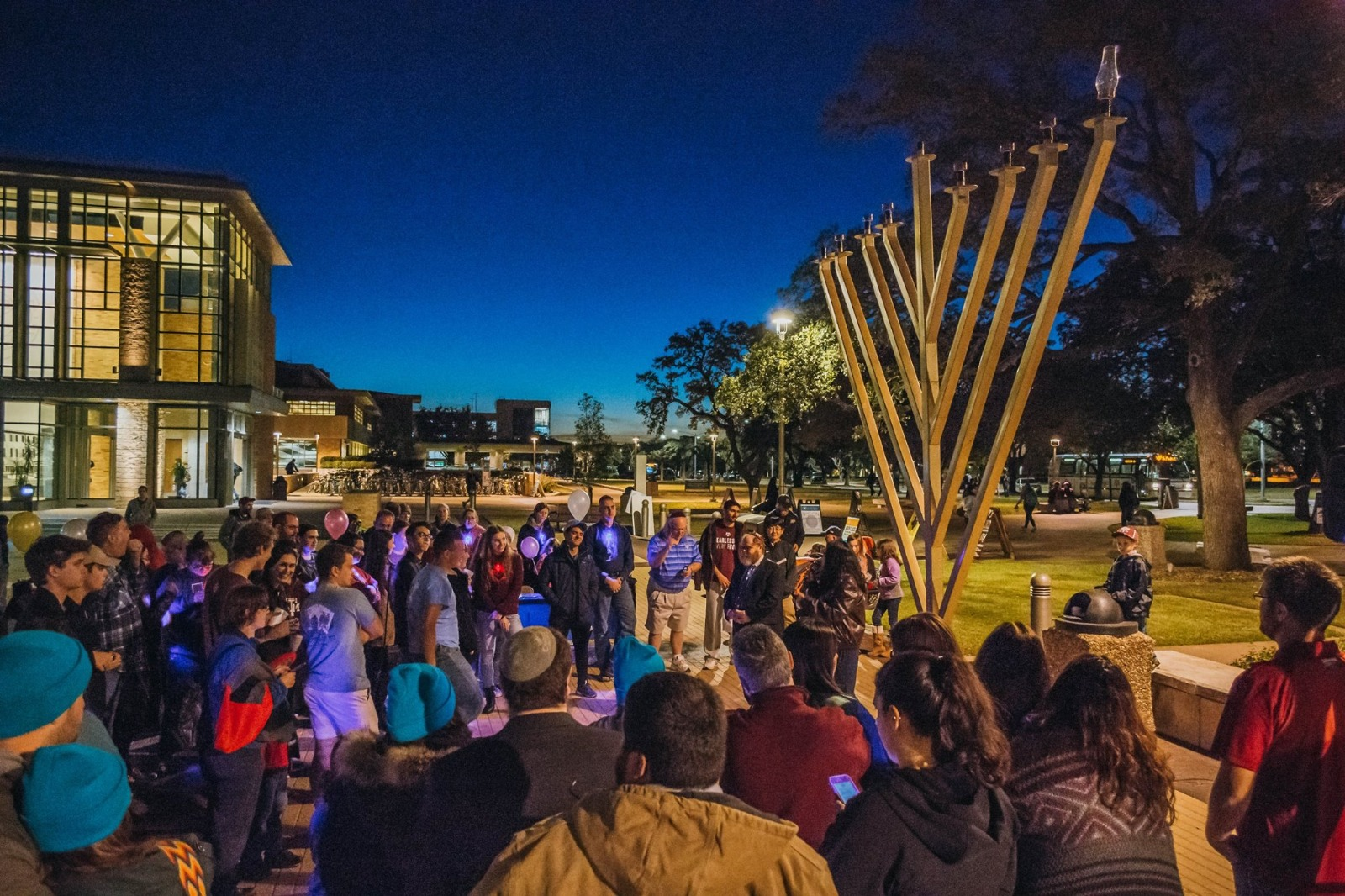
Allumage public au campus de l'université du Texas aux États-Unis (2018).
Allumage public à Berlin en Allemagne (2019).
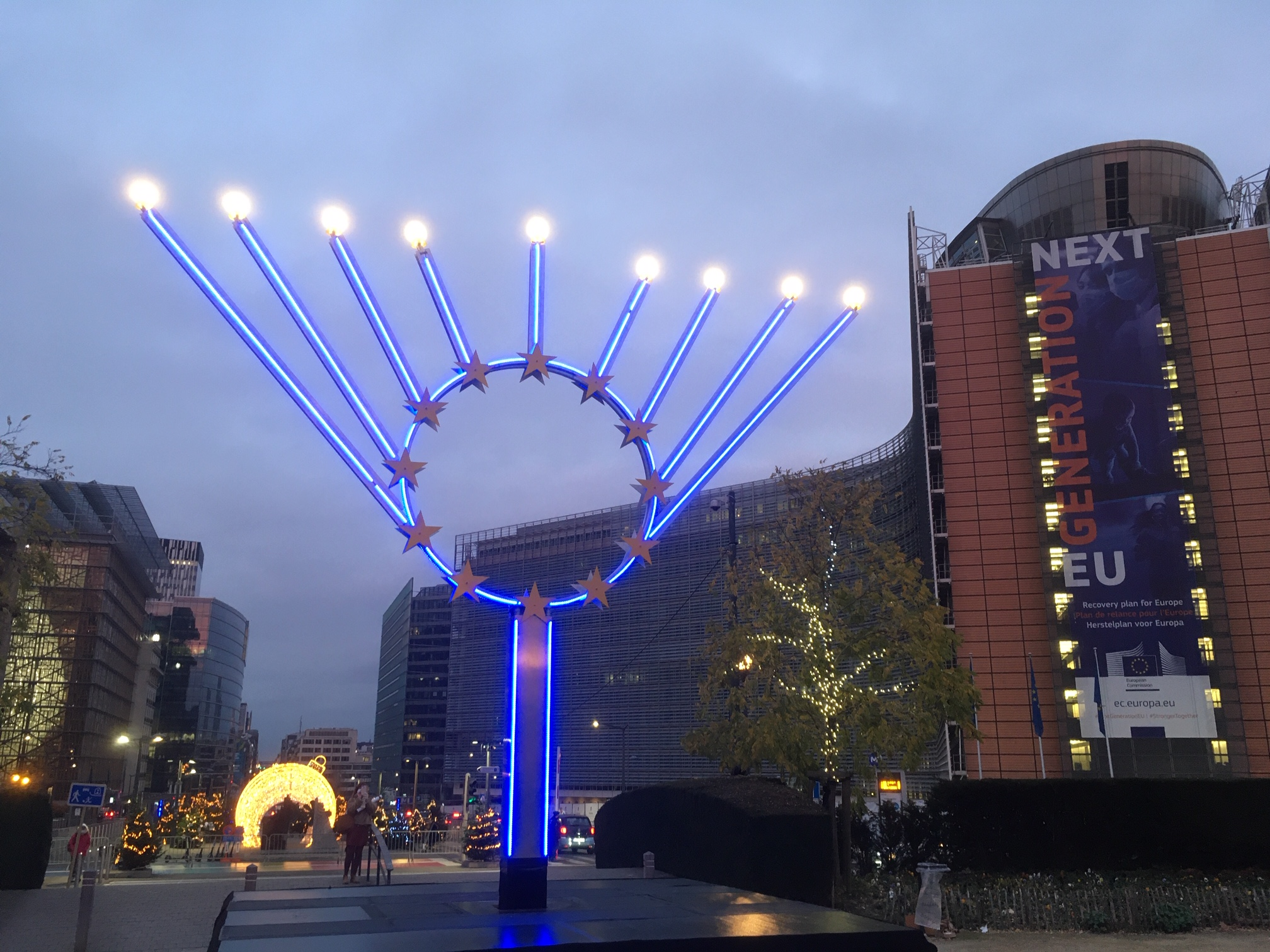
Allumage public à Bruxelles en Belgique (2020).
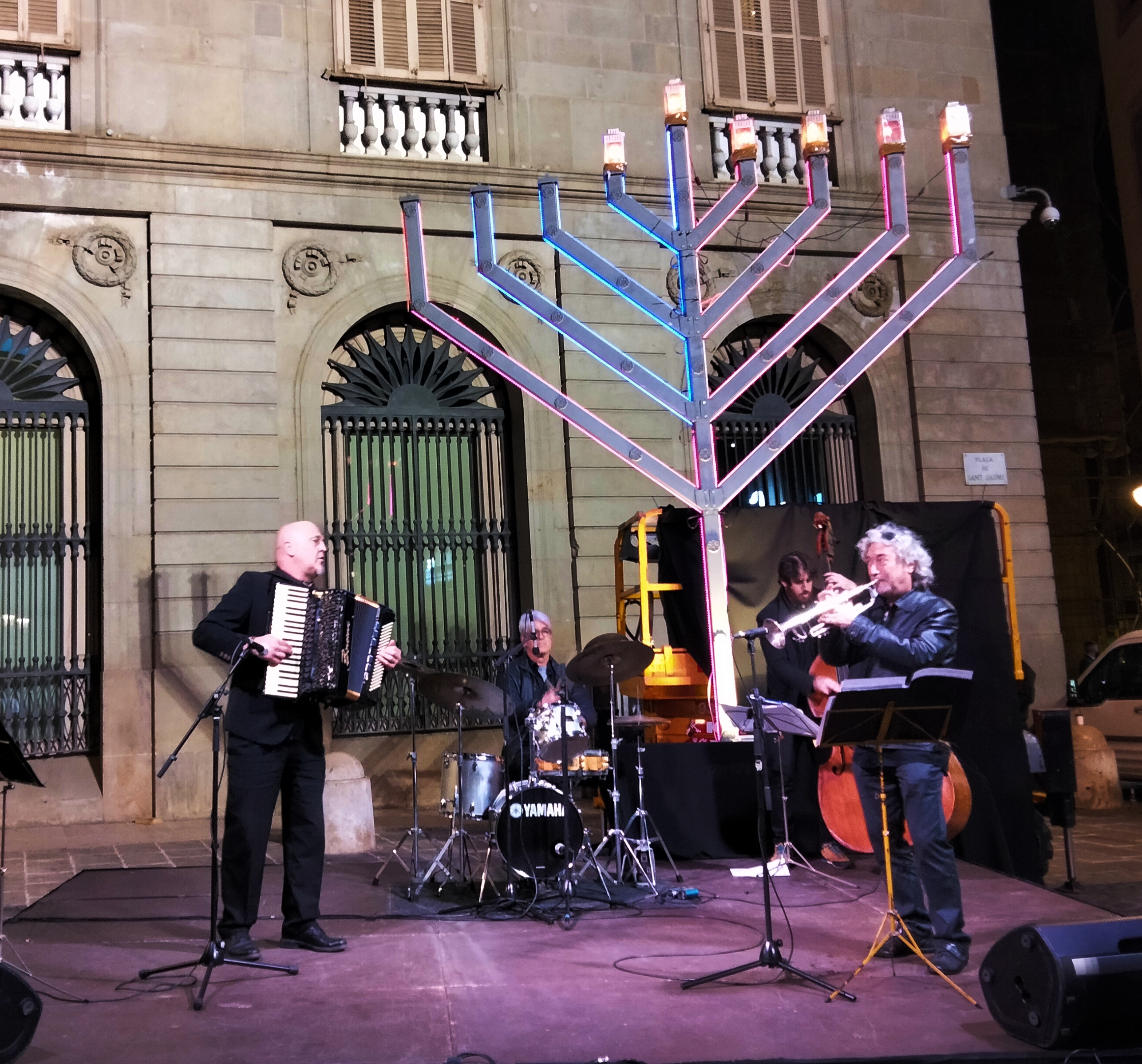
Allumage public à Barcelone en Espagne (2021).

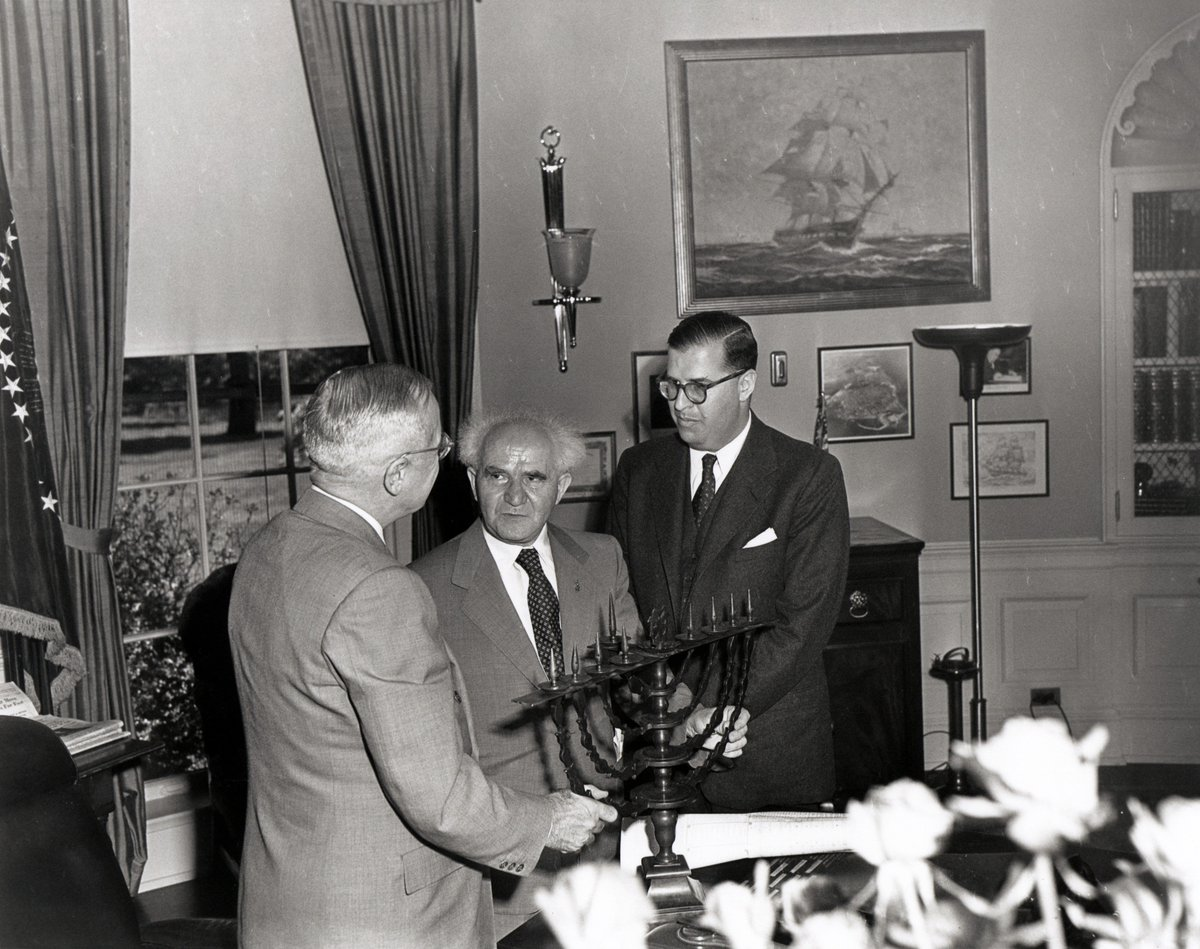
Le Premier Ministre israélien David Ben-Gurion (au centre) fait don d’une hanoukkia au Président Harry Truman (à gauche) dans le bureau ovale en présence de l’ambassadeur Abba Eban (1951).

D’autre part, la présence d’une hanoukkia dans un lieu public, en l’occurrence le bureau ovale de la Maison Blanche, remonte à 1951, lorsque le Premier ministre d'Israël David Ben-Gurion en fait don au président des États-Unis Harry Truman (qui n’accorde pas plus de place à Hanoucca dans ses adresses à la nation que son prédécesseur F.D. Roosevelt), au nom de l’amitié entre les pays. 
En 1979, l’intervention de Stuart E. Eizenstat (en) permet la pose d’une hanoukkia cérémoniale sur la pelouse de la Maison Blanche à la demande du Rabbi de Loubavitch, et Jimmy Carter participe à son allumage public inaugural. Chaque président l’honore ensuite, et Ronald Reagan la désigne dans une allocution de 1982 comme la National Menorah (en). En 1993, Bill Clinton invite en outre un groupe d’écoliers pour un allumage dans le bureau ovale, et George W. Bush initie ensuite en 2001 la tenue de fêtes de Hanoucca pour le personnel de la Maison Blanche.
Cette dernière modalité fait toutefois débat en France lorsque, parallèlement à l’allumage public de la tour Eiffel, la première lumière de Hanoucca est allumée le 7 décembre 2023 par le grand-rabbin de France Haïm Korsia, dans la salle des fêtes du Palais de l'Élysée, en présence du président de la république Emmanuel Macron qui se voit alors remettre le prix de la Conférence européenne des rabbins pour la lutte contre l’antisémitisme et la sauvegarde des libertés religieuses, dans un contexte de regain de l'antisémitisme en France, à la suite des attaques menées en Israël par le Hamas le 7 octobre 2023 (un an plus tard, l'hostilité envers les Juifs demeure vivace, et une ancienne présentatrice météo rapporte « une vague de haine » après avoir posté ses vœux sur la plateforme Instagram avec des beignets de Hanoucca) ; le geste est considéré comme maladroit dans l’ensemble du spectre politique, et certains y voient une rupture avec les principes de la laïcité et la loi de 1905,. L’annulation plus générale d'allumages publics en diverses villes, survenant dans le même contexte et justifiée par la volonté « de ne pas sembler prendre parti pour Israël dans sa guerre contre le Hamas », suscite elle aussi la polémique, et la municipalité de Londres décide de revenir sur sa décision.

### Les journées deHanoucca

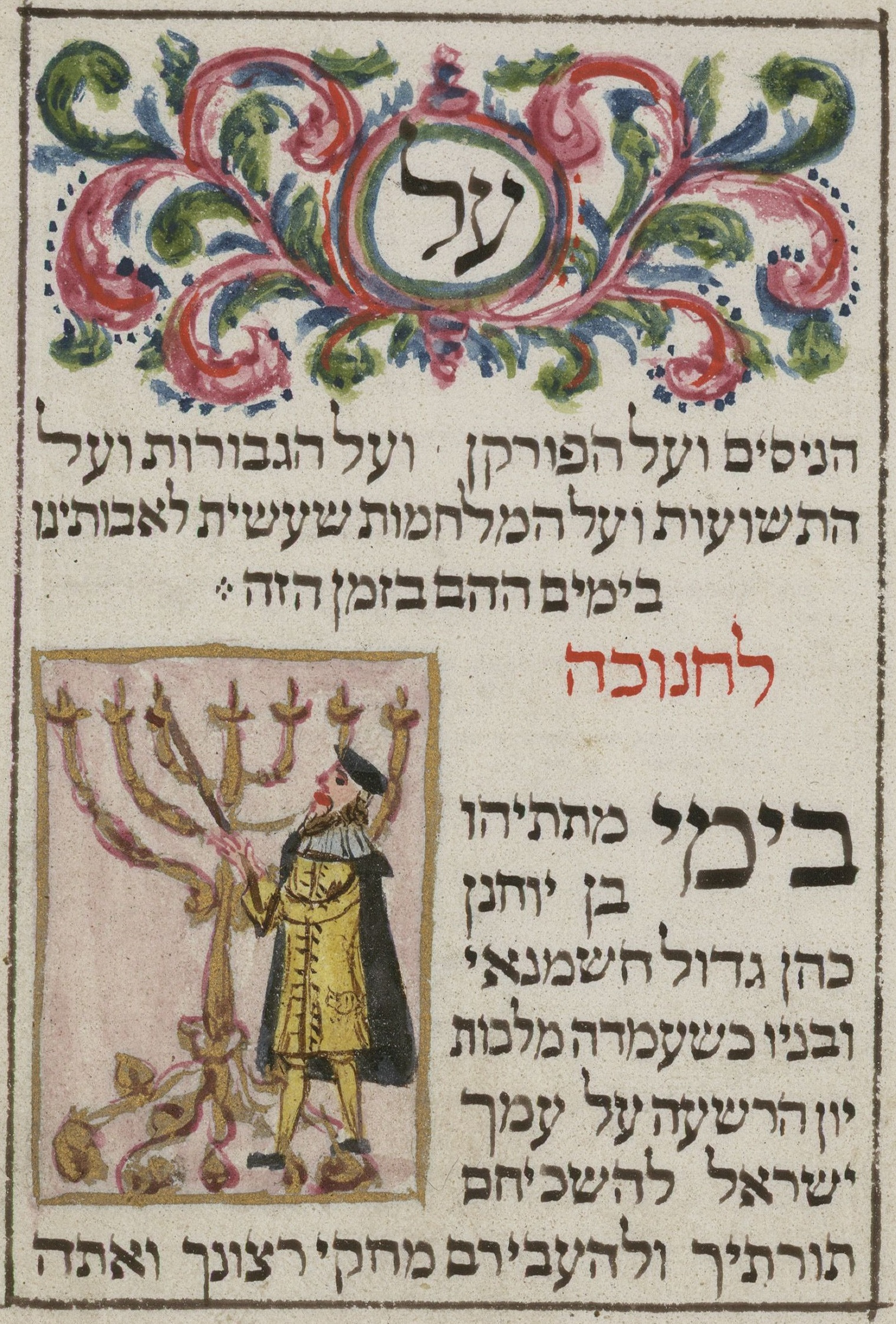
La prière sur les miracles de Hanoucca dans un rituel de Fürth, 1738, conservé à la Bibliothèque nationale d’Israël.

Les journées de Hanoucca sont joyeuses, et le Choulhan Aroukh prescrit d’intercaler la bénédiction sur les miracles à tous les moments liturgiques de remerciement, soit la bénédiction de la terre de l’action de grâce après les repas et la bénédiction de reconnaissance de la Prière juive. Bien que l’oubli de cette bénédiction ne contraigne pas à reprendre la récitation du début, il est bon d'y revenir même si l’on s’en souvient au dernier mot du moment, et certains proposent un rattrapage lors des bénédictions supplémentaires (he) (CAOH 682:1). Cette bénédiction se dit aussi lors des offices supplémentaires de shabbat et de la néoménie, alors que Hanoucca ne justifie pas d’office supplémentaire par elle-même (CAOH 682:2). Le Hallel est récité dans son entièreté pendant les huit jours de la fête après la prière du matin, et les offices de supplication ainsi que certains passages liturgiques évoquant le deuil ou la sévérité ne sont pas lus (CAOH 683, KCA 139:22). Il est aussi de coutume de lire la section des princes, relatant la contribution des princes de chaque tribu au Tabernacle lors de son inauguration dans le désert (Nombres 7,1–8,4, et les Séfarades lisent à partir de la bénédiction sacerdotale en Nombres 6:22) ; on lit chaque jour de la fête les versets détaillant les présents apportés par chaque prince des douze tribus d'Israël au jour correspondant, jusqu’au huitième jour où l’on commence à Nombres 7:54 jusqu'à la fin de la péricope et le début de la suivante ou jusque Nombres 8:4 dans la tradition ashkénaze (CAOH 684:1). Les premiers mots de Nombres 7,84, Zot hanoukkat hamizbea'h (« Ce fut là la dédication de l’autel »), ont donné leur nom au dernier jour de la fête, Zot Hanoucca (he).
Lors du shabbat Hanoucca, on sort deux rouleaux de la Torah et on lit dans le premier la section hebdomadaire (généralement Miketz) tandis qu’on lit dans le second le passage de la section des princes correspondant au jour de la fête ; la lecture supplémentaire du jour est Zacharie 2,14–4,7, avec sa vision prophétique d’un chandelier à sept branches.
Lorsque Hanoucca comprend un deuxième shabbat, la lecture supplémentaire est 1 Rois 7,40–50, et se rapporte à l'inauguration du premier Temple de Salomon — qui devrait être lue lors du premier shabbat puisqu’elle précède la vision de Zacharie mais la dédicace du temple de Salomon a déjà eu lieu alors que celle que voit Zacharie, est à venir (Be’er Hagola 684:7), et c'est avec elle que seront réalisés les miracles de Hanoucca (Matè Moshe Amoud Haavoda Yemei HaHanoukka 996). Lorsqu’un mariage a lieu lors du premier shabbat, la lecture supplémentaire demeure celle de Hanoucca (CAOH 684:2) car la publication du miracle est prioritaire sur la joie du mariage (Mishna Beroura 684:8). Lorsque la néoménie du mois de tevet a lieu un shabbat, trois rouleaux sont sortis, six personnes lisent la section hebdomadaire dans le premier, une septième lit la section propre à la néoménie dans le deuxième, et la personne désignée pour la lecture supplémentaire (en) complète avec le passage de la section des princes dans le troisième, avant de lire le passage de la vision de Zacharie ; lorsque la néoménie tombe en semaine, trois personnes lisent la section propre à la néoménie dans le premier rouleau, et une quatrième lit le passage de la section des princes dans le second (CAOH 684:3).
En Israël, Hanoucca donne lieu à une période de vacances scolaires qui, n’étant pas d’origine biblique, est sujette à changements en vertu des décisions du Ministère de l’Éducation. De nombreux spectacles sont organisés dans les écoles et jardins d’enfants — leur absence s’est fait cruellement ressentir lors de la pandémie de COVID-19 —, de même que le Festigal (en), une comédie musicale à haut profil et grand budget qui renouvelle son thème, généralement sans rapport avec la fête, à chaque édition. Le sapin, pierre d’achoppement dans la société juive traditionnelle qui y voit un symbole chrétien ou à tout le moins païen, est devenu un spectacle habituel dans la sphère privée comme publique après l’immigration massive en provenance de l’ancienne URSS dans les années 1990, s’affichant aux côtés de la hanoukkia pour les cérémonies de la nouvelle année civile (Novy God (en)) ainsi que pour Hannoël ou Noël.

### Bibliographie

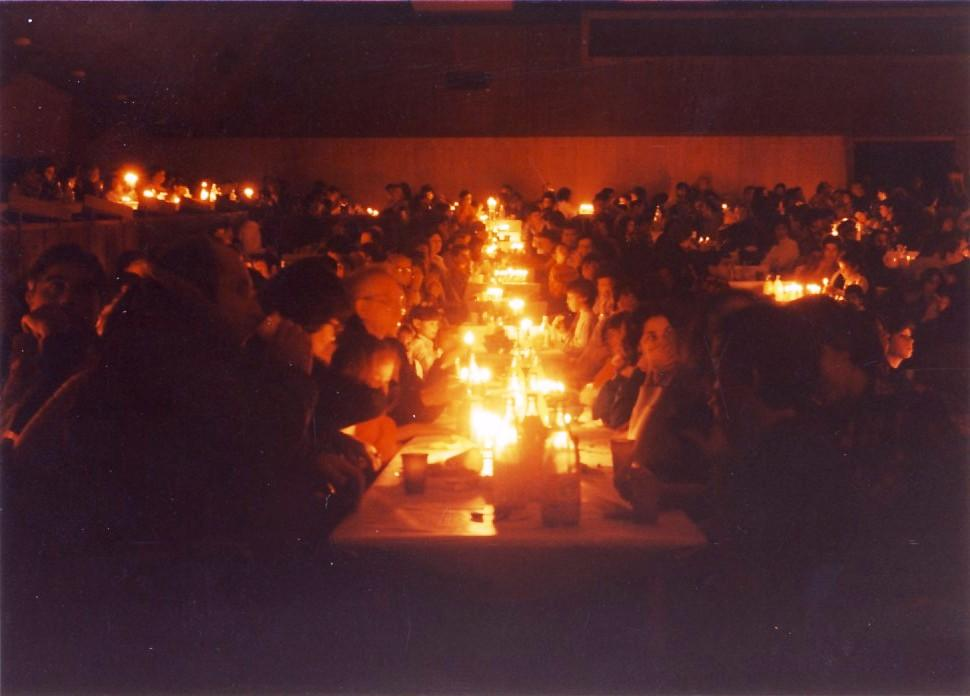
Fête de Hanoucca au kibboutz Gan Shmouel (1984).